# 京葉線
京葉線（けいようせん）は、東日本旅客鉄道（JR東日本）の鉄道路線（幹線）である。正式には以下の区間から構成される。
- 千葉県船橋市の西船橋駅と千葉市中央区の蘇我駅まで[1]。
- 東京都千代田区の東京駅と千葉県船橋市の南船橋駅まで[1]。
- 市川市の市川塩浜駅と船橋市の西船橋駅まで[1]。

駅ナンバリングで使われる路線記号はJE。
運行上では、東京駅から東京湾沿岸の市川塩浜駅、南船橋駅を経由して蘇我駅までを結ぶ路線が主体で、西船橋駅から南船橋駅までと市川塩浜駅から西船橋駅までの路線は、それぞれ他の路線から前述の路線に乗り入れる経路となっており、これらの路線は書籍の駅一覧や、市販の時刻表などでは、前述の区間（東京駅 - 蘇我駅・西船橋駅 - 南船橋駅・市川塩浜駅 - 西船橋駅）が京葉線として表記されている。
よって、本項では東京駅 - 蘇我駅間を本線、西船橋駅 - 南船橋駅間・市川塩浜駅 - 西船橋駅間を支線として扱い、それに応じて各項目を記述する。なお、支線のうち前者の西船橋駅 - 南船橋駅間を二俣支線（ふたまたしせん）、後者の市川塩浜駅 - 西船橋駅間を高谷支線（こうやしせん）という通称名で記述する場合もある（正式な区間の制定の経緯や本線の扱いについては後節を参照）。

## 概要
京葉線は日本鉄道建設公団（鉄道公団、現・独立行政法人 鉄道建設・運輸施設整備支援機構）により大都市交通線（D線）として建設された路線である。JRの前身である日本国有鉄道（国鉄）の末期に一部区間が開業し、後の国鉄分割民営化後の2度にわたる延伸を経て1990年（平成2年）に全線が開通した。そのため、京葉線の鉄道施設は公団の業務を承継した鉄道建設・運輸施設整備支援機構（鉄道・運輸機構）が保有しており、JR東日本は開業後40年間（2029年度まで）貸付料を支払う。全線開業後は東京から千葉・蘇我まで総武本線のバイパス的役割を果たすとともに、東京都心と、沿線の東京ディズニーリゾートや、幕張メッセ・ZOZOマリンスタジアムなどのある幕張新都心を結ぶアクセス路線となり、また沿線の船橋市・浦安市・千葉市などの生活路線ともなっている。沿線の大半が東京湾の埋立地であり、新しく開発された街が多く、幕張ベイタウンや海浜ニュータウンなどの住宅街や、イクスピアリ、ららぽーとTOKYO-BAY、イオンモール幕張新都心、三井アウトレットパーク 幕張などの大型商業施設が集積するショッピングセンター激戦区になっている（「沿線概況」の節も参照）。
蘇我駅で内房線や外房線と接続しており、東京駅から房総方面へ向かう特急列車が当路線を経由して運行されている。各駅停車・快速電車も朝夕ラッシュ時に内房線・外房線・東金線との直通運転を行っている。また、武蔵野線の大部分の電車が西船橋駅から東京駅あるいは南船橋駅から海浜幕張駅まで乗り入れる。
2008年3月31日に発表されたJR東日本の「グループ経営ビジョン2020－挑む－」において、京葉線は武蔵野線・南武線・横浜線とともに「東京メガループ」に指定された。私鉄との接続で重要な役割を担っているとして、今後「利便性・快適性を、輸送サービス・駅設備・生活サービスのそれぞれの面から向上させます」としている。2015年にはJR東日本の「選ばれる沿線ブランドの確立」を目指す取組みの一環で、「進化する毎日。京葉線」をコンセプトワードとして「京葉ベイサイドラインプロジェクト」を開始した。
ラインカラーは赤（■、ワインレッド）。首都圏のJRでは京葉線のみが使用するカラーである。

## 路線データ
- 路線距離（営業キロ）：全長54.3 km
  - 正式な区間
    - 西船橋駅 - 蘇我駅間：22.4 km[1]
    - 東京駅 - 南船橋駅間：26.0 km[1]
    - 市川塩浜駅 - 西船橋駅間：5.9 km[1]

  - 運行上の区間
    - 東京駅 - 蘇我駅間（本線）：43.0 km
    - 西船橋駅 - 南船橋駅間（二俣支線）：5.3 km
    - 市川塩浜駅 - 西船橋駅間（高谷支線）：5.9 km
- 管轄（事業種別）
  - 東日本旅客鉄道（第一種鉄道事業者）：全線 54.3 km
  - 日本貨物鉄道（第二種鉄道事業者）：西船橋駅 - 南船橋駅 - 蘇我駅間 22.4 km
- 建設主体：日本鉄道建設公団（現 独立行政法人 鉄道建設・運輸施設整備支援機構）
- 軌間：1,067 mm
- 駅数：19（起終点駅および西船橋駅を含む）
  - 京葉線所属駅に限定する場合、東海道本線所属の東京駅、外房線所属の蘇我駅、総武本線所属の西船橋駅[11]が除外され、16駅となる。
- 複線区間：全線
- 電化区間：全線（直流1,500 V）
- 閉塞方式：自動閉塞式
- 保安装置：ATS-P
- 最高速度：100 km/h
- 運転指令所：東京総合指令室
  - 準運転取扱駅（異常時、入換時は駅が信号を制御）：東京駅・新習志野駅・蘇我駅・西船橋駅
- 列車運行管理システム：東京圏輸送管理システム (ATOS)
- 車両基地：京葉車両センター（幕張豊砂駅隣接）
- 大都市近郊区間：全線（東京近郊区間）
- 電車特定区間：東京駅 - 千葉みなと駅間
- IC乗車カード対応区間：全線（Suicaの首都圏エリア）

東京駅 - 越中島駅間が首都圏本部、潮見駅 - 蘇我駅間、西船橋駅 - 南船橋駅間（二俣支線）、市川塩浜駅 - 西船橋駅間（高谷支線）が千葉支社の管轄であり、越中島駅 - 潮見駅間に支社境界がある。

## 歴史
国鉄がそれまで計画していた汐留 - 月島 - 晴海 - 越中島間を結ぶ月島線構想に代わり、山手貨物線の外側20 km圏において、東海道本線・中央本線・東北本線・常磐線・総武本線の放射5幹線を環状に接続する「東京外環状線」が別途計画され、その一部である「川崎市の塩浜操車場から東京湾沿いに千葉県の木更津に至る鉄道」が京葉線として、鉄道公団により大都市交通線（D線）として建設された。
当初は貨物線として計画していたが、後に旅客線に計画が変更された。旅客線化が決定する以前にも京葉線沿線にある海浜ニュータウン（検見川浜駅・稲毛海岸駅付近）周辺から東京都心方面へ通勤・通学する住民のために京葉線を利用して、営団地下鉄（当時）有楽町線へ直通運転させる計画が存在した。また、京葉線と並行して旅客線として総武開発線を造る計画もあり、新木場駅から有明付近を経由して新橋駅経由で新宿および三鷹方面への延伸が構想されていた。京葉線が鍛冶橋通り下に新設する東京駅（成田新幹線予定ルート）経由に計画が変更された後も新宿・三鷹方面への延伸構想は生きており、建設時に東京駅付近を八重洲通りの道路下へルートを変更するよう要望がされた際、鉄道公団は「（八重洲通り下にすると）将来新宿方面への延伸が不可能」との見解を示している。

西船橋駅付近の支線

京葉線の大部分は高架で設計・建築されたが、それは貨物扱いを前提としたもので、川崎製鉄（現在のJFEスチール）千葉製鉄所内への乗り入れ分岐部分（元：都川信号場）や千葉貨物ターミナル駅（2000年廃止）の東京方発着分岐部分、京葉電車区（現在の京葉車両センター）脇の地平への分岐部分など、貨物列車用として用意された数多くの分岐の廃線部分および未完成部分が見受けられ、西船橋駅周辺の支線と本線で構成されるデルタ線もその名残である。東京外環状線の計画段階では、新木場駅以西については国道357号沿いに直進して東京臨海副都心を経由し、東京湾横断後品川埠頭直下で南進、東京貨物ターミナル駅に接続させる予定であった。計画変更時に新木場駅 - 東京貨物ターミナル駅間の軌道はほぼ完成していたため、既設設備を利用して東京臨海高速鉄道りんかい線が開業している。品川埠頭のトンネル内分岐点から南の区間は、当初接続予定であった東京貨物ターミナル駅の隣にある同社の八潮車両基地への回送線として使用されている（りんかい線との関係の詳細は「りんかい線との関係」節を参照）。新木場駅以東は、将来の複々線化が容易にできるような設計で建設され、二俣新町駅付近で西船橋方面と蘇我方面とを結ぶ支線が京葉線下り線を乗り越える箇所は、現在の下り線の北側（山側）に線路を増設できるような設計になっており、千葉県内では1978年に千葉県企業庁と鉄道公団との間で交わされた覚書に基づいて、千葉県企業庁が京葉線に沿って複々線化用地を確保していた。その後、覚書は破棄され、千葉県企業庁はJR東日本に複々線化用地の買取りを打診したものの、JRは買い取らなかったため、その用地は東京湾岸道路の拡幅に転用されることとなった（複々線構想の今後については「千葉県による複々線化構想」節を参照）。
1975年5月10日に蘇我駅から千葉貨物ターミナル駅まで先行開業したが、蘇我駅から都川信号場までは川崎製鉄の専用線を通り、千葉貨物ターミナル駅に向かっていた。1986年3月3日には、西船橋駅から千葉港駅（現・千葉みなと駅）まで旅客営業が開始された。1988年12月1日には新木場駅から南船橋駅までおよび市川塩浜駅から西船橋駅までが開業した。
1990年3月10日の東京延伸開業時に高橋留美子デザインによる「マリン」というイメージキャラクターが登場した。オレンジカード、駅に飾るタペストリー、電車（205系）の前面に装着する全線開通と「マリンです。どうぞよろしく」の2種類のヘッドマークなどが制作された。
2000年12月2日からこれまで総武・新金・常磐線経由で武蔵野線へ走っていた京葉臨海鉄道発着の貨物列車が蘇我駅 - 西船橋駅間を経由するルートに変更された。
2016年9月25日に東京圏輸送管理システム (ATOS)が導入されたが、これは東京23区内を走行するJRの在来線の中では最も遅い導入となった。

### 正式な区間制定の経緯と本線・支線の扱い
京葉線の正式な区間は、開業順から以下の様に変遷していった。
- 1975年5月10日の貨物線としての先行開業時：起点千葉貨物ターミナル（鉄道要覧上では新港と記載）・終点蘇我駅[1]
- 1986年3月3日の旅客営業開始時：起点西船橋駅・終点蘇我駅[1]
- 1988年12月1日の新木場駅延伸開業時：起点西船橋駅・終点蘇我駅、起点新木場駅・終点南船橋駅、起点市川塩浜駅・終点西船橋駅[1]
- 1990年3月10日の東京駅延伸開業時：起点西船橋駅・終点蘇我駅、起点東京駅・終点南船橋駅、起点市川塩浜駅・終点西船橋駅[1]

このように起点駅と終点駅は、1988年12月1日の新木場駅延伸開業時以降はそれぞれ3駅となっている。
また、上記から正式な本線と支線は、国有鉄道線路名称（それを引き継いだJR線路名称公告）、国土交通省鉄道局監修『鉄道要覧』の表記順に倣うと、
- 本線：西船橋駅 - 蘇我駅間[1]
- 支線：東京駅 - 南船橋駅、市川塩浜駅 - 西船橋駅[1]

となる。ただし、運行上は本項冒頭の様に東京駅から蘇我駅間の路線が本線扱いで、西船橋駅から南船橋駅間および市川塩浜駅から西船橋駅間が支線扱いであり、正式な区間および本線・支線の扱いは、国鉄分割民営化後の新木場駅延伸開業時および東京駅延伸開業時以降でも変更されていないため、今日において運行上と正式な区間および本線・支線の扱いに違いが生じている。

### 年表

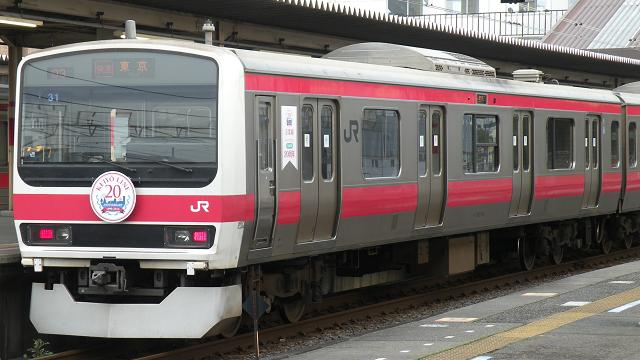
全線開業20周年記念ヘッドマークを付けた209系電車（2010年4月11日 蘇我駅）

- 1967年（昭和42年）2月：塩浜操車場（現・川崎貨物駅） - 品川埠頭（仮称）間認可[19]。
- 1971年（昭和46年）6月：西船橋駅 - 蘇我駅間認可[19]。
- 1973年（昭和48年）10月：東海道貨物線 塩浜操車場 - 東京貨物ターミナル駅間開業[19]。
- 1974年（昭和49年）3月：東京貨物ターミナル駅 - 西船橋駅間認可[19]。
- 1975年（昭和50年）5月10日：蘇我駅 - 千葉貨物ターミナル駅間が貨物線として開業。このうち蘇我駅 - 都川信号場間は川崎製鉄（現在のJFEスチール）専用線を借用。千葉貨物ターミナル駅が開業[19]。
- 1978年（昭和53年）9月：西船橋駅 - 蘇我駅間旅客化認可[19]。
- 1980年（昭和55年）11月25日：千葉県知事の川上紀一が、運輸大臣の塩川正十郎に対し、新東京国際空港（現・成田国際空港）への航空燃料の貨車による輸送（暫定輸送）の期間延長を了承するとともに、これに対する見返りとして千葉県側が京葉線の旅客線化・東京駅乗り入れの早期実現を要求[20][21]。（→成田空港問題）
- 1983年（昭和58年）7月：東京貨物ターミナル駅 - 西船橋駅間旅客化認可及び東京駅－新木場駅間（都心線）の追加認可[19]。
- 1986年（昭和61年）
  - 1月21日：蘇我駅 - 都川信号場間の現行線供用開始。都川信号場が廃止。川崎製鉄専用線の借用運転解消。
  - 3月3日：第1期線の西船橋駅 - 千葉貨物ターミナル駅間が旅客線として開業[22]。起点が西船橋駅に変更。西船橋駅 - 千葉港駅間で旅客営業を開始[22]。南船橋駅・新習志野駅・海浜幕張駅・検見川浜駅・稲毛海岸駅・千葉港駅（現・千葉みなと駅）が開業。
  - 同日：新習志野駅 - 海浜幕張駅間に予定されていた鷺沼貨物駅[注釈 11]の敷地[23]に、運用電車の常駐基地として津田沼電車区新習志野派出所[24]が開設[注釈 12]。
  - 9月1日：組織変更により、津田沼電車区が習志野電車区（検修）、津田沼運転区（運転）に改編[25]したため、車両基地の検修部門は習志野電車区新習志野派出所、運転部門は津田沼運転区新習志野派出所へと改称。
- 1987年（昭和62年）4月1日：国鉄分割民営化により東日本旅客鉄道が承継。日本貨物鉄道が千葉貨物ターミナル駅 - 蘇我駅間の第二種鉄道事業者となる。
- 1988年（昭和63年）12月1日：第2期の新木場駅 - 南船橋駅間[26]、市川塩浜駅 - 西船橋駅間が開業し[26]、JRで初めてATS-P形の本格運用を開始。千葉港駅 - 蘇我駅間の旅客営業を開始[26][注釈 13]。武蔵野線からの乗り入れ開始。新木場駅・葛西臨海公園駅・舞浜駅・新浦安駅・市川塩浜駅・二俣新町駅が開業[26]。
- 1990年（平成2年）3月10日：第3期の東京駅 - 新木場駅間が開業し全通[27]。全線で列車集中制御装置 (CTC) が導入。八丁堀駅・越中島駅・潮見駅が開業。工事時には「京葉都心線」とも称された[28]。同時に快速・通勤快速の運転が開始。休日の快速は「マリンドリーム」、武蔵野線直通が「むさしのドリーム」という名前で運転。京葉電車区（2004年（平成16年）4月1日から京葉車両センター）が発足。
- 1991年（平成3年）3月16日：特急「わかしお」「さざなみ」が京葉線経由に変更[29]。
- 1992年（平成4年）3月14日：近隣の千葉港（ちばこう）との混同を避けるため、千葉港駅（ちばみなと）を千葉みなと駅に改称。
- 1994年（平成6年）12月3日：土曜・休日ダイヤ実施。土曜日も休日と同じダイヤとなる。
- 2000年（平成12年）
  - 4月1日：千葉貨物ターミナル駅が廃止。
  - 12月2日：日本貨物鉄道が西船橋駅 - 蘇我駅間の第二種鉄道事業者となり、貨物列車乗り入れ開始[17]。それに伴い新港信号場が開設。旅客列車も武蔵野線が海浜幕張駅まで直通運転区間を延長し、京葉線にも同駅折り返し列車が設定される。快速列車が平日日中に千葉みなと駅に停車するようになる。
- 2002年（平成14年）12月1日：開業以来初の白紙ダイヤ改正。土曜・休日に運行される快速「マリンドリーム」「むさしのドリーム」が廃止。南船橋駅と千葉みなと駅に京葉快速が終日停車。
- 2004年（平成16年）10月16日：ダイヤ改正により、新木場駅が通勤快速停車駅に追加。
- 2005年（平成17年）11月18日：10両編成で水色の103系電車がこの日で運用を終了。最後の編成となった302編成は、3日後の11月21日に廃車回送された[30]。
- 2006年（平成18年）9月28日：午前4時18分頃、東京駅構内の変電所で火災が発生し停電。京葉線が上下線とも半日間全線不通となった。これにより多くの利用客が東京メトロ東西線の浦安駅に殺到し、バスが混雑する事態となった。この火災で約16万7000人に影響が出た。
- 2007年（平成19年）
  - 3月18日：ダイヤ改正により、一部を除き特急列車が海浜幕張駅に停車。E331系の営業運転開始[31]。
  - 3月25日：全駅で発車メロディーが導入される。
- 2008年（平成20年）12月1日：京浜東北線から転属してきた209系が営業運転開始。
- 2009年（平成21年）
  - 1月25日：千葉支社管内では初となる列車無線のデジタル運用開始。
  - 7月30日：新木場駅 - 葛西臨海公園駅間を走行中の東京発蘇我行き各駅停車（205系10両編成）で車両の電気回路がショートし立往生、当該車両から越中島変電所に過電流が流れて火災が発生して送電不能になり、約7時間にわたって不通になる[新聞 1]。翌31日、国土交通省関東運輸局はJR東日本に対して早期の原因究明と再発防止を求める警告文書を発出。
- 2010年（平成22年）
  - 3月10日：全線開業20周年記念キャンペーンが開始され、海浜幕張駅で記念出発式が行われたほか、記念ヘッドマークを付けた電車の運転を開始（1年間）。
  - 7月1日：E233系5000番台電車の営業運転開始[新聞 2]。
  - 9月27日：天皇・皇后の千葉県訪問（国体視察など）に伴うE655系（特別車両 E655-1 を含む6両編成）使用のお召し列車が、内房線館山駅から京葉線経由で東京駅間に運転される[32]。
- 2011年（平成23年）
  - 1月16日：E331系が運用を離脱。3年後の2014年3月25日に長野総合車両センターへ配給輸送され[33]、4月2日付で全車が廃車、解体されたため、形式消滅となった。2007年の運転開始から僅か7年、実運用期間は約4年と、JRの車両としては異例の短命であった。また、試作車を除くとJR化後に誕生した形式としては初の廃形式となった。
  - 3月11日：東北地方太平洋沖地震が発生し、地震直後から全線で運転見合わせとなった。翌日運転再開するも計画停電の影響もあり、特別ダイヤでの運行がしばらく続いた。
  - 6月20日：201系電車がこの日で運用を終了[新聞 3]。この日の運用は朝だけであった。これによりJR東日本から201系が消滅し[新聞 3]、長らく運転されていた水色の電車が京葉線から姿を消した。
  - 7月25日：10両編成で赤帯の205系電車がこの日で運用を終了[34]。
- 2012年（平成24年）11月28日：二俣新町駅 - 南船橋駅間を走行中に府中本町発海浜幕張行きの武蔵野線直通の各駅停車（205系8両M15編成）で車両の電気回路のヒューズが切れ立ち往生し、京葉線全線で4時間にわたって運休した[新聞 4][新聞 5]。
- 2013年（平成25年）
  - 3月16日：ダイヤ改正により、通勤快速を除き朝通勤時間帯の快速の運転を取りやめ、すべて各駅停車での運転となる。また、武蔵野線直通列車も各駅停車となる。
  - 4月10日：府中本町発東京行き各駅停車が西船橋駅で故障により車両ドアが閉まらなくなるトラブルが発生。朝のラッシュアワーで代替車両の手配ができなかったため、緊締幕[注釈 14]を用いて運転を継続するという異例の対応をとった[35]。
  - 10月1日：貸付期間経過に伴い、東海道貨物線 塩浜操車場 - 東京貨物ターミナル駅間が鉄道・運輸機構からJR東日本に譲渡[36]。
- 2015年（平成27年）：「京葉ベイサイドラインプロジェクト」を立ち上げ[報道 1]。
  - 5月：貸付期間経過に伴い、旧 千葉貨物ターミナル - 都川間が鉄道・運輸機構からJR東日本に譲渡[37]
- 2016年（平成28年）9月25日：東京23区を走る在来線路線では珍しく2010年代になっても導入されなかった東京圏輸送管理システム (ATOS) が導入された。
- 2017年（平成29年）11月1日：武蔵野線のE231系が運用を開始。
- 2023年（令和5年）3月18日：新習志野駅 - 海浜幕張駅間に幕張豊砂駅が開業[報道 2][報道 3][報道 4]。
- 2026年（令和8年）7月1日（予定）：支社制から事業本部制への再編に伴い、これまでの首都圏本部・千葉支社の管轄から、東京駅付近のみ東京事業本部、蘇我駅付近のみ房総事業本部、それ以外の区間は京葉総武事業本部の管轄に変更される[38]。

## 運行形態
京葉線の列車の運行形態を、列車種別ごとに分けて解説する。
| 種別          | 東京      | …         | 市川塩浜  | …         | 南船橋    | …         | 海浜幕張  | …         | 蘇我      | …         | 上総一ノ宮 |
| ------------- | --------- | --------- | --------- | --------- | --------- | --------- | --------- | --------- | --------- | --------- | ---------- |
| 快速          | 1本       | 1本       | 1本       | 1本       | 1本       | 1本       | 1本       | 1本       | 1本       | 1本       | 1本        |
| 快速          | 1本       |           |           |           |           |           |           |           |           |           |            |
| 各駅停車      | 2本       | 2本       | 2本       | 2本       | 2本       | 2本       | 2本       | 2本       | 2本       |           |            |
| 各駅停車      | 2本       |           |           |           |           |           |           |           |           |           |            |
| 武蔵野線 直通 | 3本       | 3本       | 3本       | 府中本町→ | 府中本町→ | 府中本町→ | 府中本町→ | 府中本町→ | 府中本町→ | 府中本町→ | 府中本町→  |
| 武蔵野線 直通 | ←府中本町 | ←府中本町 | ←府中本町 | ←府中本町 | 3本       |           |           |           |           |           |            |

| 種別          | 東京      | …         | 市川塩浜  | …         | 南船橋    | …         | 海浜幕張  | …         | 蘇我      | …         | 上総一ノ宮 |
| ------------- | --------- | --------- | --------- | --------- | --------- | --------- | --------- | --------- | --------- | --------- | ---------- |
| 快速          | 1本       | 1本       | 1本       | 1本       | 1本       | 1本       | 1本       | 1本       | 1本       | 1本       | 1本        |
| 快速          | 3本       |           |           |           |           |           |           |           |           |           |            |
| 各駅停車      | 4本       | 4本       | 4本       | 4本       | 4本       | 4本       | 4本       |           |           |           |            |
| 武蔵野線 直通 | 3本       | 3本       | 3本       | 府中本町→ | 府中本町→ | 府中本町→ | 府中本町→ | 府中本町→ | 府中本町→ | 府中本町→ | 府中本町→  |
| 武蔵野線 直通 | ←府中本町 | ←府中本町 | ←府中本町 | ←府中本町 | 3本       |           |           |           |           |           |            |

### 特急列車
京葉線を経由して外房線の特急「わかしお」が上下22本、内房線の特急「さざなみ」が下り4本・上り3本、それぞれ運行されている（「わかしお」のうち下り2本・上り3本、「さざなみ」は全列車とも土曜・日曜・祝日運休。また「わかしお」のうち下り1本（上総一ノ宮駅 - 勝浦駅間）と上り1本は繁忙期のみ運転の臨時列車）。これらの列車が京葉線を経由しているのは、特急「成田エクスプレス」の運行開始に伴って総武快速線において線路容量が不足したことが背景としてある。
当初は、京葉線内途中駅は無停車であったが、2000年12月2日の改正で一部列車が幕張新都心の海浜幕張駅に停車するようになった。そして、2007年3月18日のダイヤ改正から東京発16時までの下りおよび海浜幕張発11時以降の上り全特急列車が海浜幕張駅に停車するようになった。

### 快速・普通列車
京葉線内運行列車は東京駅・新習志野駅・海浜幕張駅・蘇我駅発着で運行されており、日中時間帯は1時間に6本（土曜・休日は8本）運行されている。ただし、海浜幕張駅 - 蘇我駅間では運行間隔が広がる。他路線との直通運転は、以下の通り行われている。
- 武蔵野線
  - 日中時間帯は平日ダイヤ・土曜・休日ダイヤともに西船橋駅から東京駅および南船橋駅まで1時間に3本ずつ乗り入れている。また、朝夕の時間帯には海浜幕張駅発着（2010年12月4日から運行を開始した大宮駅 - 海浜幕張駅間の「しもうさ号」を含む）の列車も運転されているほか、出入庫を伴う列車は新習志野駅発着もある。
- 内房線
  - 直通区間は君津駅まで（朝の上り快速1本のみ上総湊発）で、快速が下り1本・上り2本、各駅停車が下り4本・上り3本、それぞれ直通している。なお、内房線内は全ての列車が各駅に停車する。
- 外房線
  - 直通区間は上総一ノ宮駅までで、外房線経由で東金線の成東駅まで乗り入れる列車も1日1往復設定されている（一部列車は誉田駅折り返し）。快速が7往復、各駅停車が下り5本・上り6本、それぞれ直通している。なお、外房線内は全ての列車が各駅に停車する。

#### 快速（旧・京葉快速）

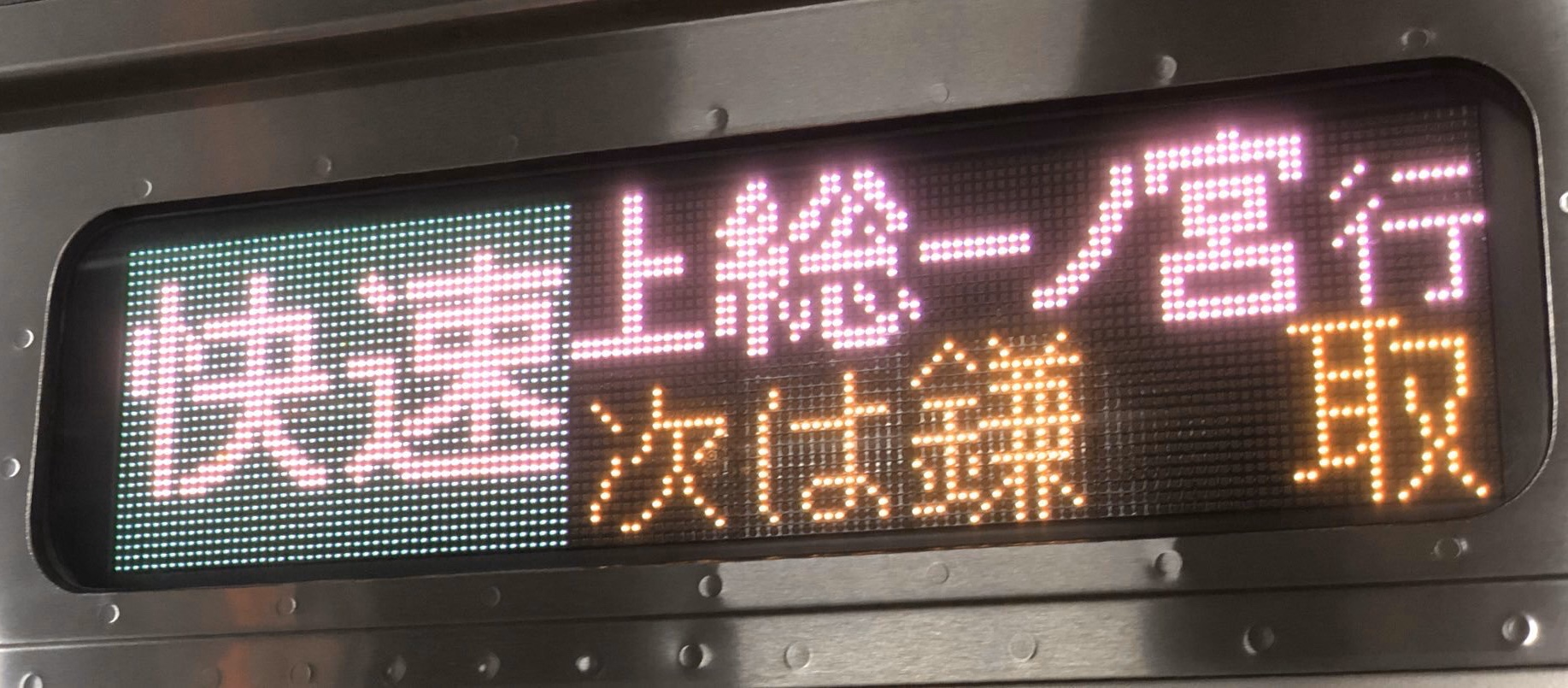
E233系5000番台の快速表示

日中時間帯は1時間に2本（土曜・休日は4本）運行されている。種別カラーは緑。各駅停車との接続は東京行きの上りは海浜幕張駅で日中に、下りは平日朝夕の一部と土休日のほぼ終日の時間帯に新浦安駅で行っている。また、南船橋駅発着の武蔵野線直通と接続する。途中駅での特急列車の通過待ちまたは時間調整をする列車が多く、最速の各駅停車よりも所要時間がかかる列車もある。
2010年12月4日のダイヤ改正から、日中の1時間1本が外房線上総一ノ宮駅発着で直通運転を行っており、これらの列車は外房線内は各駅に停車し、また蘇我駅では内房線方面の列車との同一ホーム接続が図られている。蘇我行きの列車、日中の外房線上総一ノ宮行きの列車は海浜幕張駅から終点まで各駅に停車するが、案内は全区間で「快速」となる。
2013年3月16日のダイヤ改正では、平日朝通勤時間帯の快速の運転が廃止されて各駅停車のみの並行ダイヤとなり、快速通過駅からの乗車機会が増加した（通勤快速は引き続き運転）。
2015年3月14日のダイヤ改正では、平日日中の1時間の本数が3本に増発（各駅停車は蘇我駅発着の1本を海浜幕張駅折り返しに変更）された。
2016年9月24日までは、武蔵野線に直通する「武蔵野快速」と区別するため、各駅の案内を中心に「京葉快速」という表記が用いられていた。武蔵野快速の廃止後も京葉線の快速は京葉快速と案内されていたが、同年9月25日のATOS導入に伴い発車標（電光掲示板）の表示が変更され、単なる「快速」表示となった。
2022年3月12日のダイヤ改正では、平日日中の1時間の本数が3本から2本に減便（各駅停車は海浜幕張駅折り返し3本中1本を蘇我駅発着に変更）された。
2024年3月16日のダイヤ改正では、日中以外の快速・通勤快速が各駅停車に変更された。ただし、早朝上り2本のみ快速が残った。
2024年9月1日のダイヤ改正で、一部の各駅停車が快速に戻された。

#### 各駅停車
すべての駅に停車する種別である。種別カラーは青。
日中時間帯は1時間に4本運行されている。この時間帯は平日ダイヤの1時間に2本が東京駅 - 蘇我駅間で運行される以外は東京駅 - 海浜幕張駅間で運行される。土休日日中は4本とも東京駅 - 海浜幕張駅間の運行で、海浜幕張駅で蘇我方面との快速と接続している。平日の日中以外は新浦安駅で快速の待ち合わせを行うことが多いほか、一部列車は千葉みなと駅・海浜幕張駅・新習志野駅・新浦安駅・葛西臨海公園駅のいずれかで特急や通勤快速の通過待ちを行う。朝の5本は内房線君津・上総湊始発・外房線上総一ノ宮・誉田・東金線成東始発、夜間の一部列車は内房線君津始発・外房線上総一ノ宮・誉田始発である。平日朝の誉田発は京葉車両センターから回送されて営業運転される。
また、後述の武蔵野線直通列車を補完する形で、ラッシュ時間帯を中心に東京駅発着の武蔵野線直通列車と連絡する西船橋駅 - 南船橋駅・新習志野駅・海浜幕張・蘇我駅間の区間運転の列車、海浜幕張駅発着の武蔵野線直通列車と接続する東京駅 - 西船橋駅間の列車が設定されている。この中には京葉線の10両編成の車両で運行される列車もあり、東京発西船橋行きの列車はE233系に限り種別表示が「普通」となる。

#### 武蔵野線直通列車
当線区内でも誤乗防止及び8両編成であることを強調するため武蔵野線と呼ばれる。これは東京行き、新習志野・海浜幕張行きでも同様である。例外として、前述した10両編成の京葉線車両西船橋行きも武蔵野線と案内される。
東京駅発着の武蔵野線直通列車は、2013年3月15日まで原則として全列車とも快速として運行された。この運行形態は新木場駅暫定開業時から行われており、当時は葛西臨海公園駅を通過していた。2002年11月30日までは平日と土休日で停車駅が異なり、土休日の列車には「むさしのドリーム」の愛称が付いていたが、翌12月1日のダイヤ改正で愛称が廃止された。その後も東京駅 - 蘇我方面間を結ぶ京葉線快速が市川塩浜駅を通過するのに対して、武蔵野線直通列車は市川塩浜駅に停車するという違いがあることから、京葉線内では「武蔵野快速」と案内された。平日と土休日の停車駅が異なることは、2013年3月16日のダイヤ改正により快速が廃止されるまで続いた。2010年3月13日の改正で日中1時間あたり2本から3本に増発され、朝夕は1時間あたり3 - 5本運転されていた。平日朝の下りの一部列車は葛西臨海公園駅を通過して各駅停車を追い越していた。一部列車は、新浦安駅または葛西臨海公園駅（土曜・休日）で特急列車の通過待ちを行っていた。2013年3月16日のダイヤ改正より東京駅発着列車は快速運転から各駅停車となった。現在も一部列車は新浦安駅もしくは葛西臨海公園駅で特急列車の通過待ちを行うほか、平日夕ラッシュ時の下り2本は、新浦安駅で京葉線の快速の待ち合わせを行う列車もある。なお、発車標の案内は「各駅停車」ではなく「武蔵野線」（英称：MUSASHINO LINE）となっている。
南船橋駅発着の武蔵野線直通列車は日中時間帯で1時間に3本運行されている。この時間帯の南船橋駅発着列車は南船橋駅で蘇我・東京方面両方に接続している。

### 過去の列車

#### 通勤快速

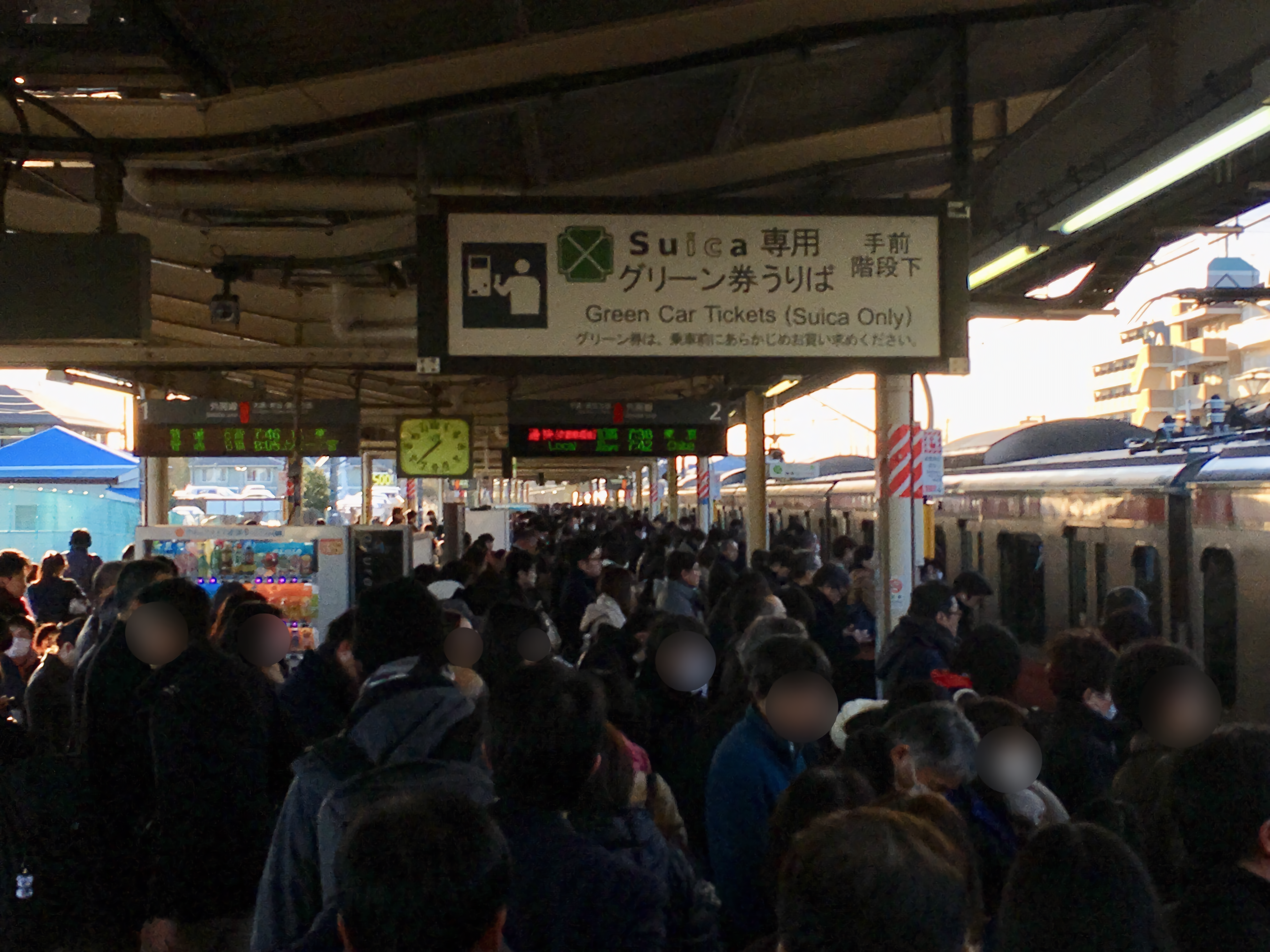
通勤快速到着時の鎌取駅ホーム

東京駅までの全線開通に合わせて1990年3月のダイヤ改正で新設され、2024年3月16日のダイヤ改正で廃止された。2022年3月のダイヤ改正で上りの本数が4本から2本に削減され、2024年3月の廃止直前時点で平日の朝に上りが2本、平日夜間に下りが2本運行されていた。
東京近郊の路線の中では停車駅が少なく、運行開始当初は東京駅 - 蘇我駅間の途中停車駅は八丁堀駅のみで、2004年に新木場駅が停車駅に追加されたが、東京ディズニーランドがある舞浜駅や幕張新都心のある海浜幕張駅にも停車せず、千葉県内は蘇我駅にしか停車していなかった。新木場駅 - 蘇我駅間で、先行する快速などを追い越していた。全列車が内房線・外房線・東金線と直通運転を行っており、最長で内房線では上総湊駅から、外房線は勝浦駅まで直通運転していた。種別カラーは赤。
外房線への通勤快速は東京駅 - 誉田駅間は外房線方面の列車と東金線方面の列車を併結して誉田駅で切り離し、翌朝には誉田駅で両線の列車を併結して東京駅へ運転されていた。そのため、この列車に関連する運用では分割・併合に対応した編成が充当されていた。

### 臨時列車
前述の通り、沿線に東京ディズニーリゾートなどの観光施設を抱えていることから、最寄り駅の舞浜駅などに停車する東京駅発着の臨時列車が土曜・休日やゴールデンウィーク・夏休み・冬休みを中心に設定されることがある。
常磐線日立方面からの「舞浜・東京ベイエリア号」や、東京駅 - 仙台駅間（武蔵野線・東北本線経由）で583系を使用した臨時夜行快速列車「ムーンライト仙台」・「ムーンライト東京」が運転されていた。
「舞浜・東京ベイエリア号」は以前は「わくわく舞浜・東京号」・「ワンダーランド号」・「イクスピアリ号」として運行されていた。
このほか、幕張メッセで行われる大規模イベントに合わせて、団体貸切などを含む海浜幕張発着の臨時列車が運行されたこともある。

#### 終夜運転
例年、大晦日（12月31日）の深夜から元日（1月1日）の早朝にかけて、東京ディズニーリゾートでは年越しイベントとオールナイト営業、幕張メッセでは「COUNTDOWN JAPAN」が行われることから、終夜運転が実施されている。
2020年度（2020年 - 2021年）は新型コロナウイルス感染症の流行の影響により、東京ディズニーリゾートと「COUNTDOWN JAPAN」が年越しイベントの開催を取り止めたため、本路線での終夜運転や臨時列車の運転は中止となった。
2021年度（2021年 - 2022年）も東京ディズニーリゾートと「COUNTDOWN JAPAN」での年越しイベントが行われなかったことから終夜運転の実施は見送られた。
2022年度（2022年 - 2023年）も東京ディズニーリゾートでの年越しイベントは見送られたが、「COUNTDOWN JAPAN」での年越しイベントが3年ぶりに行われたことから、イベント終了後の早朝の時間帯に臨時列車を数本運行することで対応した。
2023年度（2023年 - 2024年）も東京ディズニーリゾートでの年越しイベントは見送られ、「COUNTDOWN JAPAN」での年越しイベントは行われたことから、前年度と同様深夜時間帯およびイベント終了後の早朝の時間帯に臨時列車を数本運行することで対応した。

### 貨物列車
2000年12月2日のダイヤ改正より、日本貨物鉄道（JR貨物）による貨物列車が西船橋駅 - 蘇我駅間で乗り入れを開始した。京葉臨海鉄道からの車扱貨物とコンテナ列車が乗り入れる。これらの列車は総武本線・新金貨物線経由で武蔵野線などを走っていたが、京葉線経由にシフトした結果、以前のルートより最大8時間35分短縮することができ、千葉方面から日本各地への貨物輸送の一層の効率化が図られた。貨物列車を牽引する電気機関車として高崎機関区のEH200形と新鶴見機関区のEF210形、岡山機関区のEF210形が入線する。

### 停車駅の変遷
東京駅延伸開業前の1990年3月9日までの京葉線は各駅停車のみの運転であったが、1988年12月の新木場駅までの暫定開業時に武蔵野線直通電車（当初6両、1991年12月より順次8両化・列車番号末尾はE、蘇我方面行はY）は葛西臨海公園駅を通過するダイヤが組まれた。
1990年3月10日の東京駅延伸開業と全線開通により、臨海副都心や葛西臨海公園、東京ディズニーリゾート、幕張新都心など再開発地域・観光施設を沿線に抱えることから快速電車の本数が比較的多いダイヤを組み、平日・土曜は葛西臨海公園駅を通過、休日は八丁堀駅・新木場駅を通過とし、休日の快速は「マリンドリーム」、武蔵野線直通電車は「むさしのドリーム」という愛称で運行されていた。当初、快速「マリンドリーム」と快速「むさしのドリーム」は新木場駅を通過していた一方、葛西臨海公園駅には終日停車していた。また京葉快速は当初は海浜幕張駅と千葉港駅（現:千葉みなと駅）は終日通過であった。
| 1990年3月10日東京直通運行開始時の停車駅 |                      |      |        |        |      |        |              |      |        |          |          |        |          |          |          |          |        |      |
| \| 平日・土曜 \| 通勤快速 \| ● \| ● \| ― \| ― \| ― \| ― \| ― \| ― \| ― \| ― \| ― \| ― \| ― \| ― \| ― \| ― \| ● \| \| 平日・土曜 \| 京葉快速 \| ● \| ● \| ― \| ― \| ● \| ― \| ● \| ● \| ― \| ― \| ― \| ― \| ― \| ● \| ● \| ― \| ● \| \| 平日・土曜 \| 武蔵野快速 \| ● \| ● \| ― \| ― \| ● \| ― \| ● \| ● \| ● \| ＝ \| ＝ \| ＝ \| ＝ \| ＝ \| ＝ \| ＝ \| ＝ \| \| 平日・土曜 \| 各駅停車 \| ● \| ● \| ● \| ● \| ● \| ● \| ● \| ● \| ● \| ● \| ● \| ● \| ● \| ● \| ● \| ● \| ● \| \| 駅 \| 駅 \| 東京 \| 八丁堀 \| 越中島 \| 潮見 \| 新木場 \| 葛西臨海公園 \| 舞浜 \| 新浦安 \| 市川塩浜 \| 二俣新町 \| 南船橋 \| 新習志野 \| 海浜幕張 \| 検見川浜 \| 稲毛海岸 \| 千葉港 \| 蘇我 \| \| 休日 \| 快速マリンドリーム \| ● \| ― \| ― \| ― \| ― \| ● \| ● \| ● \| ― \| ― \| ― \| ― \| ― \| ● \| ● \| ― \| ● \| \| 休日 \| 快速むさしのドリーム \| ● \| ― \| ― \| ― \| ― \| ● \| ● \| ● \| ● \| ＝ \| ＝ \| ＝ \| ＝ \| ＝ \| ＝ \| ＝ \| ＝ \| \| 休日 \| 各駅停車 \| ● \| ● \| ● \| ● \| ● \| ● \| ● \| ● \| ● \| ● \| ● \| ● \| ● \| ● \| ● \| ● \| ● \| |                      |      |        |        |      |        |              |      |        |          |          |        |          |          |          |          |        |      |
| ●：停車、―：通過、＝：経由しない |                      |      |        |        |      |        |              |      |        |          |          |        |          |          |          |          |        |      |
| 平日・土曜 | 通勤快速             | ●    | ●      | ―      | ―    | ―      | ―            | ―    | ―      | ―        | ―        | ―      | ―        | ―        | ―        | ―        | ―      | ●    |
| 平日・土曜 | 京葉快速             | ●    | ●      | ―      | ―    | ●      | ―            | ●    | ●      | ―        | ―        | ―      | ―        | ―        | ●        | ●        | ―      | ●    |
| 平日・土曜 | 武蔵野快速           | ●    | ●      | ―      | ―    | ●      | ―            | ●    | ●      | ●        | ＝       | ＝     | ＝       | ＝       | ＝       | ＝       | ＝     | ＝   |
| 平日・土曜 | 各駅停車             | ●    | ●      | ●      | ●    | ●      | ●            | ●    | ●      | ●        | ●        | ●      | ●        | ●        | ●        | ●        | ●      | ●    |
| 駅 | 駅                   | 東京 | 八丁堀 | 越中島 | 潮見 | 新木場 | 葛西臨海公園 | 舞浜 | 新浦安 | 市川塩浜 | 二俣新町 | 南船橋 | 新習志野 | 海浜幕張 | 検見川浜 | 稲毛海岸 | 千葉港 | 蘇我 |
| 休日 | 快速マリンドリーム   | ●    | ―      | ―      | ―    | ―      | ●            | ●    | ●      | ―        | ―        | ―      | ―        | ―        | ●        | ●        | ―      | ●    |
| 休日 | 快速むさしのドリーム | ●    | ―      | ―      | ―    | ―      | ●            | ●    | ●      | ●        | ＝       | ＝     | ＝       | ＝       | ＝       | ＝       | ＝     | ＝   |
| 休日 | 各駅停車             | ●    | ●      | ●      | ●    | ●      | ●            | ●    | ●      | ●        | ●        | ●      | ●        | ●        | ●        | ●        | ●      | ●    |

| 2000年12月2日ダイヤ改正時点の停車駅 |                      |      |        |        |      |        |              |      |        |          |          |        |          |          |          |          |            |      |
| \| 平日 \| 通勤快速 \| ● \| ● \| ― \| ― \| ― \| ― \| ― \| ― \| ― \| ― \| ― \| ― \| ― \| ― \| ― \| ― \| ● \| \| 平日 \| 京葉快速 \| ● \| ● \| ― \| ― \| ● \| ― \| ● \| ● \| ― \| ― \| ― \| ― \| ● \| ● \| ● \| ○ \| ● \| \| 平日 \| 武蔵野快速 \| ● \| ● \| ― \| ― \| ● \| ― \| ● \| ● \| ● \| ＝ \| ＝ \| ＝ \| ＝ \| ＝ \| ＝ \| ＝ \| ＝ \| \| 平日 \| 各駅停車 \| ● \| ● \| ● \| ● \| ● \| ● \| ● \| ● \| ● \| ● \| ● \| ● \| ● \| ● \| ● \| ● \| ● \| \| 駅 \| 駅 \| 東京 \| 八丁堀 \| 越中島 \| 潮見 \| 新木場 \| 葛西臨海公園 \| 舞浜 \| 新浦安 \| 市川塩浜 \| 二俣新町 \| 南船橋 \| 新習志野 \| 海浜幕張 \| 検見川浜 \| 稲毛海岸 \| 千葉みなと \| 蘇我 \| \| 土曜・休日 \| 快速マリンドリーム \| ● \| ― \| ― \| ― \| ● \| ○ \| ● \| ● \| ― \| ― \| ― \| ― \| ● \| ● \| ● \| ― \| ● \| \| 土曜・休日 \| 快速むさしのドリーム \| ● \| ― \| ― \| ― \| ● \| ○ \| ● \| ● \| ● \| ＝ \| ＝ \| ＝ \| ＝ \| ＝ \| ＝ \| ＝ \| ＝ \| \| 土曜・休日 \| 各駅停車 \| ● \| ● \| ● \| ● \| ● \| ● \| ● \| ● \| ● \| ● \| ● \| ● \| ● \| ● \| ● \| ● \| ● \| |                      |      |        |        |      |        |              |      |        |          |          |        |          |          |          |          |            |      |
| ●：停車、○：9時00分ごろから18時00分ごろまでは停車 ―：通過、＝：経由しない |                      |      |        |        |      |        |              |      |        |          |          |        |          |          |          |          |            |      |
| 平日 | 通勤快速             | ●    | ●      | ―      | ―    | ―      | ―            | ―    | ―      | ―        | ―        | ―      | ―        | ―        | ―        | ―        | ―          | ●    |
| 平日 | 京葉快速             | ●    | ●      | ―      | ―    | ●      | ―            | ●    | ●      | ―        | ―        | ―      | ―        | ●        | ●        | ●        | ○          | ●    |
| 平日 | 武蔵野快速           | ●    | ●      | ―      | ―    | ●      | ―            | ●    | ●      | ●        | ＝       | ＝     | ＝       | ＝       | ＝       | ＝       | ＝         | ＝   |
| 平日 | 各駅停車             | ●    | ●      | ●      | ●    | ●      | ●            | ●    | ●      | ●        | ●        | ●      | ●        | ●        | ●        | ●        | ●          | ●    |
| 駅 | 駅                   | 東京 | 八丁堀 | 越中島 | 潮見 | 新木場 | 葛西臨海公園 | 舞浜 | 新浦安 | 市川塩浜 | 二俣新町 | 南船橋 | 新習志野 | 海浜幕張 | 検見川浜 | 稲毛海岸 | 千葉みなと | 蘇我 |
| 土曜・休日 | 快速マリンドリーム   | ●    | ―      | ―      | ―    | ●      | ○            | ●    | ●      | ―        | ―        | ―      | ―        | ●        | ●        | ●        | ―          | ●    |
| 土曜・休日 | 快速むさしのドリーム | ●    | ―      | ―      | ―    | ●      | ○            | ●    | ●      | ●        | ＝       | ＝     | ＝       | ＝       | ＝       | ＝       | ＝         | ＝   |
| 土曜・休日 | 各駅停車             | ●    | ●      | ●      | ●    | ●      | ●            | ●    | ●      | ●        | ●        | ●      | ●        | ●        | ●        | ●        | ●          | ●    |

2002年12月1日に、開業以来初となる白紙ダイヤ改正が行われた。この改正では、日中の運転間隔均等化、朝ラッシュ時の快速電車と各駅停車の混雑の均等化のほか、快速電車の停車駅追加が行われた。平日と土曜・休日の停車駅が統一された（南船橋駅に新規に停車、八丁堀駅・千葉みなと駅に毎日終日停車、京葉快速は土曜・休日も葛西臨海公園駅を通過）ことから、快速の愛称は廃止された。
結果として、朝ラッシュ時の上り快速は通勤快速の待避に伴いスピードダウン（約43分 → 48 - 50分）、海浜幕張駅 - 蘇我駅間の日中における1時間あたりの本数は減少（平日：6本→4本、土曜・休日：7本 → 4本）、土曜・休日日中の上り快速もスピードダウン（約40分→ 約48分）となった。また、日中の武蔵野線直通の海浜幕張駅発着電車が廃止されたが、朝夕時間帯に同駅発着の武蔵野線直通が増発されたため、総運転本数は変わっていない。
| 2002年12月1日ダイヤ改正時の停車駅 |      |        |        |      |        |              |      |        |          |          |        |          |          |          |          |            |      |
| \| 駅 \| 東京 \| 八丁堀 \| 越中島 \| 潮見 \| 新木場 \| 葛西臨海公園 \| 舞浜 \| 新浦安 \| 市川塩浜 \| 二俣新町 \| 南船橋 \| 新習志野 \| 海浜幕張 \| 検見川浜 \| 稲毛海岸 \| 千葉みなと \| 蘇我 \| \| ---------- \| ---- \| ------ \| ------ \| ---- \| ------ \| ------------ \| ---- \| ------ \| -------- \| -------- \| ------ \| -------- \| -------- \| -------- \| -------- \| ---------- \| ---- \| \| 通勤快速 \| ● \| ● \| ― \| ― \| ― \| ― \| ― \| ― \| ― \| ― \| ― \| ― \| ― \| ― \| ― \| ― \| ● \| \| 京葉快速 \| ● \| ● \| ― \| ― \| ● \| ― \| ● \| ● \| ― \| ― \| ● \| ― \| ● \| ● \| ● \| ● \| ● \| \| 武蔵野快速 \| ● \| ● \| ― \| ― \| ● \| ■ \| ● \| ● \| ● \| ＝ \| ＝ \| ＝ \| ＝ \| ＝ \| ＝ \| ＝ \| ＝ \| \| 各駅停車 \| ● \| ● \| ● \| ● \| ● \| ● \| ● \| ● \| ● \| ● \| ● \| ● \| ● \| ● \| ● \| ● \| ● \| |      |        |        |      |        |              |      |        |          |          |        |          |          |          |          |            |      |
| ●：停車、■：土休日は停車、―：通過、＝：経由しない |      |        |        |      |        |              |      |        |          |          |        |          |          |          |          |            |      |
| 駅 | 東京 | 八丁堀 | 越中島 | 潮見 | 新木場 | 葛西臨海公園 | 舞浜 | 新浦安 | 市川塩浜 | 二俣新町 | 南船橋 | 新習志野 | 海浜幕張 | 検見川浜 | 稲毛海岸 | 千葉みなと | 蘇我 |
| 通勤快速 | ●    | ●      | ―      | ―    | ―      | ―            | ―    | ―      | ―        | ―        | ―      | ―        | ―        | ―        | ―        | ―          | ●    |
| 京葉快速 | ●    | ●      | ―      | ―    | ●      | ―            | ●    | ●      | ―        | ―        | ●      | ―        | ●        | ●        | ●        | ●          | ●    |
| 武蔵野快速 | ●    | ●      | ―      | ―    | ●      | ■            | ●    | ●      | ●        | ＝       | ＝     | ＝       | ＝       | ＝       | ＝       | ＝         | ＝   |
| 各駅停車 | ●    | ●      | ●      | ●    | ●      | ●            | ●    | ●      | ●        | ●        | ●      | ●        | ●        | ●        | ●        | ●          | ●    |

2004年10月16日に、通勤快速が新木場駅に停車するようになった。
| 2004年10月16日ダイヤ改正時の停車駅 |      |        |        |      |        |              |      |        |          |          |        |          |          |          |          |            |      |
| \| \| 東京 \| 八丁堀 \| 越中島 \| 潮見 \| 新木場 \| 葛西臨海公園 \| 舞浜 \| 新浦安 \| 市川塩浜 \| 二俣新町 \| 南船橋 \| 新習志野 \| 海浜幕張 \| 検見川浜 \| 稲毛海岸 \| 千葉みなと \| 蘇我 \| \| ---------- \| ---- \| ------ \| ------ \| ---- \| ------ \| ------------ \| ---- \| ------ \| -------- \| -------- \| ------ \| -------- \| -------- \| -------- \| -------- \| ---------- \| ---- \| \| 通勤快速 \| ● \| ● \| ― \| ― \| ● \| ― \| ― \| ― \| ― \| ― \| ― \| ― \| ― \| ― \| ― \| ― \| ● \| \| 京葉快速 \| ● \| ● \| ― \| ― \| ● \| ― \| ● \| ● \| ― \| ― \| ● \| ― \| ● \| ● \| ● \| ● \| ● \| \| 武蔵野快速 \| ● \| ● \| ― \| ― \| ● \| ■ \| ● \| ● \| ● \| ＝ \| ＝ \| ＝ \| ＝ \| ＝ \| ＝ \| ＝ \| ＝ \| \| 各駅停車 \| ● \| ● \| ● \| ● \| ● \| ● \| ● \| ● \| ● \| ● \| ● \| ● \| ● \| ● \| ● \| ● \| ● \| |      |        |        |      |        |              |      |        |          |          |        |          |          |          |          |            |      |
| ●：停車、■：土休日は停車、―：通過、＝：経由しない |      |        |        |      |        |              |      |        |          |          |        |          |          |          |          |            |      |
| | 東京 | 八丁堀 | 越中島 | 潮見 | 新木場 | 葛西臨海公園 | 舞浜 | 新浦安 | 市川塩浜 | 二俣新町 | 南船橋 | 新習志野 | 海浜幕張 | 検見川浜 | 稲毛海岸 | 千葉みなと | 蘇我 |
| 通勤快速 | ●    | ●      | ―      | ―    | ●      | ―            | ―    | ―      | ―        | ―        | ―      | ―        | ―        | ―        | ―        | ―          | ●    |
| 京葉快速 | ●    | ●      | ―      | ―    | ●      | ―            | ●    | ●      | ―        | ―        | ●      | ―        | ●        | ●        | ●        | ●          | ●    |
| 武蔵野快速 | ●    | ●      | ―      | ―    | ●      | ■            | ●    | ●      | ●        | ＝       | ＝     | ＝       | ＝       | ＝       | ＝       | ＝         | ＝   |
| 各駅停車 | ●    | ●      | ●      | ●    | ●      | ●            | ●    | ●      | ●        | ●        | ●      | ●        | ●        | ●        | ●        | ●          | ●    |

さらに9年後の2013年3月16日のダイヤ改正で武蔵野線直通列車が各駅停車となった。
| 2013年3月16日ダイヤ改正時の停車駅 |      |        |        |      |        |              |      |        |          |          |        |          |          |          |          |            |      |
| \| \| 東京 \| 八丁堀 \| 越中島 \| 潮見 \| 新木場 \| 葛西臨海公園 \| 舞浜 \| 新浦安 \| 市川塩浜 \| 二俣新町 \| 南船橋 \| 新習志野 \| 海浜幕張 \| 検見川浜 \| 稲毛海岸 \| 千葉みなと \| 蘇我 \| \| -------- \| ---- \| ------ \| ------ \| ---- \| ------ \| ------------ \| ---- \| ------ \| -------- \| -------- \| ------ \| -------- \| -------- \| -------- \| -------- \| ---------- \| ---- \| \| 通勤快速 \| ● \| ● \| ― \| ― \| ● \| ― \| ― \| ― \| ― \| ― \| ― \| ― \| ― \| ― \| ― \| ― \| ● \| \| 京葉快速 \| ● \| ● \| ― \| ― \| ● \| ― \| ● \| ● \| ― \| ― \| ● \| ― \| ● \| ● \| ● \| ● \| ● \| \| 武蔵野線 \| ● \| ● \| ● \| ● \| ● \| ● \| ● \| ● \| ● \| ＝ \| ＝ \| ＝ \| ＝ \| ＝ \| ＝ \| ＝ \| ＝ \| \| 各駅停車 \| ● \| ● \| ● \| ● \| ● \| ● \| ● \| ● \| ● \| ● \| ● \| ● \| ● \| ● \| ● \| ● \| ● \| |      |        |        |      |        |              |      |        |          |          |        |          |          |          |          |            |      |
| | 東京 | 八丁堀 | 越中島 | 潮見 | 新木場 | 葛西臨海公園 | 舞浜 | 新浦安 | 市川塩浜 | 二俣新町 | 南船橋 | 新習志野 | 海浜幕張 | 検見川浜 | 稲毛海岸 | 千葉みなと | 蘇我 |
| 通勤快速 | ●    | ●      | ―      | ―    | ●      | ―            | ―    | ―      | ―        | ―        | ―      | ―        | ―        | ―        | ―        | ―          | ●    |
| 京葉快速 | ●    | ●      | ―      | ―    | ●      | ―            | ●    | ●      | ―        | ―        | ●      | ―        | ●        | ●        | ●        | ●          | ●    |
| 武蔵野線 | ●    | ●      | ●      | ●    | ●      | ●            | ●    | ●      | ●        | ＝       | ＝     | ＝       | ＝       | ＝       | ＝       | ＝         | ＝   |
| 各駅停車 | ●    | ●      | ●      | ●    | ●      | ●            | ●    | ●      | ●        | ●        | ●      | ●        | ●        | ●        | ●        | ●          | ●    |

2023年3月18日に幕張豊砂駅が開業し、各駅停車のみが停車するようになった。
| 2023年3月18日ダイヤ改正時の停車駅（東京駅発着列車） |      |        |        |      |        |              |      |        |          |          |        |          |          |          |          |          |            |      |
| \| \| 東京 \| 八丁堀 \| 越中島 \| 潮見 \| 新木場 \| 葛西臨海公園 \| 舞浜 \| 新浦安 \| 市川塩浜 \| 二俣新町 \| 南船橋 \| 新習志野 \| 幕張豊砂 \| 海浜幕張 \| 検見川浜 \| 稲毛海岸 \| 千葉みなと \| 蘇我 \| \| -------- \| ---- \| ------ \| ------ \| ---- \| ------ \| ------------ \| ---- \| ------ \| -------- \| -------- \| ------ \| -------- \| -------- \| -------- \| -------- \| -------- \| ---------- \| ---- \| \| 通勤快速 \| ● \| ● \| ― \| ― \| ● \| ― \| ― \| ― \| ― \| ― \| ― \| ― \| ― \| ― \| ― \| ― \| ― \| ● \| \| 京葉快速 \| ● \| ● \| ― \| ― \| ● \| ― \| ● \| ● \| ― \| ― \| ● \| ― \| ― \| ● \| ● \| ● \| ● \| ● \| \| 武蔵野線 \| ● \| ● \| ● \| ● \| ● \| ● \| ● \| ● \| ● \| ＝ \| ＝ \| ＝ \| ＝ \| ＝ \| ＝ \| ＝ \| ＝ \| ＝ \| \| 各駅停車 \| ● \| ● \| ● \| ● \| ● \| ● \| ● \| ● \| ● \| ● \| ● \| ● \| ● \| ● \| ● \| ● \| ● \| ● \| |      |        |        |      |        |              |      |        |          |          |        |          |          |          |          |          |            |      |
| ●：停車、―：通過、＝：経由しない |      |        |        |      |        |              |      |        |          |          |        |          |          |          |          |          |            |      |
| | 東京 | 八丁堀 | 越中島 | 潮見 | 新木場 | 葛西臨海公園 | 舞浜 | 新浦安 | 市川塩浜 | 二俣新町 | 南船橋 | 新習志野 | 幕張豊砂 | 海浜幕張 | 検見川浜 | 稲毛海岸 | 千葉みなと | 蘇我 |
| 通勤快速 | ●    | ●      | ―      | ―    | ●      | ―            | ―    | ―      | ―        | ―        | ―      | ―        | ―        | ―        | ―        | ―        | ―          | ●    |
| 京葉快速 | ●    | ●      | ―      | ―    | ●      | ―            | ●    | ●      | ―        | ―        | ●      | ―        | ―        | ●        | ●        | ●        | ●          | ●    |
| 武蔵野線 | ●    | ●      | ●      | ●    | ●      | ●            | ●    | ●      | ●        | ＝       | ＝     | ＝       | ＝       | ＝       | ＝       | ＝       | ＝         | ＝   |
| 各駅停車 | ●    | ●      | ●      | ●    | ●      | ●            | ●    | ●      | ●        | ●        | ●      | ●        | ●        | ●        | ●        | ●        | ●          | ●    |

2024年3月16日に通勤快速が廃止された。
| 2024年3月16日ダイヤ改正時の停車駅（東京駅発着列車） |      |        |        |      |        |              |      |        |          |          |        |          |          |          |          |          |            |      |
| \| \| 東京 \| 八丁堀 \| 越中島 \| 潮見 \| 新木場 \| 葛西臨海公園 \| 舞浜 \| 新浦安 \| 市川塩浜 \| 二俣新町 \| 南船橋 \| 新習志野 \| 幕張豊砂 \| 海浜幕張 \| 検見川浜 \| 稲毛海岸 \| 千葉みなと \| 蘇我 \| \| -------- \| ---- \| ------ \| ------ \| ---- \| ------ \| ------------ \| ---- \| ------ \| -------- \| -------- \| ------ \| -------- \| -------- \| -------- \| -------- \| -------- \| ---------- \| ---- \| \| 京葉快速 \| ● \| ● \| ― \| ― \| ● \| ― \| ● \| ● \| ― \| ― \| ● \| ― \| ― \| ● \| ● \| ● \| ● \| ● \| \| 武蔵野線 \| ● \| ● \| ● \| ● \| ● \| ● \| ● \| ● \| ● \| ＝ \| ＝ \| ＝ \| ＝ \| ＝ \| ＝ \| ＝ \| ＝ \| ＝ \| \| 各駅停車 \| ● \| ● \| ● \| ● \| ● \| ● \| ● \| ● \| ● \| ● \| ● \| ● \| ● \| ● \| ● \| ● \| ● \| ● \| |      |        |        |      |        |              |      |        |          |          |        |          |          |          |          |          |            |      |
| ●：停車、―：通過、＝：経由しない |      |        |        |      |        |              |      |        |          |          |        |          |          |          |          |          |            |      |
| | 東京 | 八丁堀 | 越中島 | 潮見 | 新木場 | 葛西臨海公園 | 舞浜 | 新浦安 | 市川塩浜 | 二俣新町 | 南船橋 | 新習志野 | 幕張豊砂 | 海浜幕張 | 検見川浜 | 稲毛海岸 | 千葉みなと | 蘇我 |
| 京葉快速 | ●    | ●      | ―      | ―    | ●      | ―            | ●    | ●      | ―        | ―        | ●      | ―        | ―        | ●        | ●        | ●        | ●          | ●    |
| 武蔵野線 | ●    | ●      | ●      | ●    | ●      | ●            | ●    | ●      | ●        | ＝       | ＝     | ＝       | ＝       | ＝       | ＝       | ＝       | ＝         | ＝   |
| 各駅停車 | ●    | ●      | ●      | ●    | ●      | ●            | ●    | ●      | ●        | ●        | ●      | ●        | ●        | ●        | ●        | ●        | ●          | ●    |

## 使用車両

### 現在の使用車両
以下の電車が使用される。通勤形車両は武蔵野線用を含め千葉支社京葉車両センター所属、特急形車両は同幕張車両センター所属である。

#### 特急
特急「さざなみ」・「わかしお」用に以下の車両が使用されている。
- E257系500番台（5両編成）

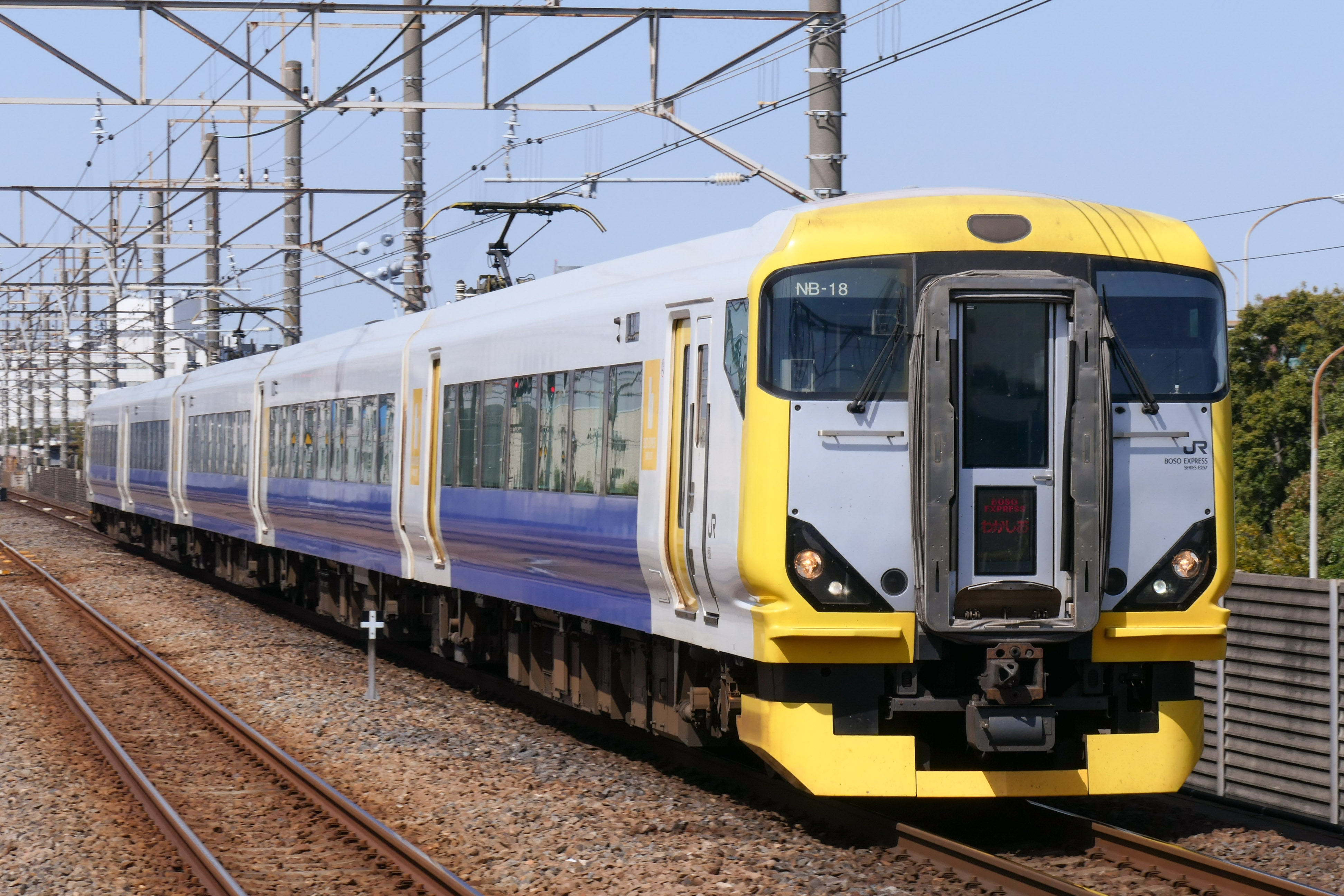
E257系500番台

#### 快速・各駅停車
京葉線用車両は10両編成、武蔵野線からの乗り入れ車両は8両編成である。
京葉線用ステンレス車両はラインカラーのワインレッド（■赤14号）の帯を巻いている。2011年まで運用されていた201系や2005年まで運用されていた103系の車体色は京浜東北線と同様のスカイブルー（■青22号）であった。
武蔵野線から乗り入れる車両はオレンジ色と茶色（■■）の帯を巻いている。かつて運用されていた103・201系はオレンジ一色であった。
E233系5000番台（10両貫通編成・6両+4両分割編成）
2010年7月1日より運用が開始された現在の主力車両。投入初期は10両貫通編成のみであったが、増備途中で6両+4両分割編成が製作され2011年3月7日より分割運用にも投入された。なお、E233系投入により201系と205系の一部は廃車となり、209系500番台の一部は武蔵野線に転用された。
E231系0番台・900番台（8両編成）
山手線へのE235系投入に伴うE231系500番台の中央・総武緩行線への転属に伴い、同線用E231系0番台の一部が武蔵野線に転入し、2017年11月1日から運行を開始した。
2020年7月9日に、三鷹車両センター所属の試作編成の900番台が大宮総合車両センターにて8両編成化及び転用改造のうえ転入した。
209系500番台（8・10両編成）
2008年10月より京浜東北線・根岸線にE233系1000番台が導入されるのに伴い、同線用209系500番台のうち4編成が京葉線に順次転入、2008年12月1日より運行を開始した。2010年3月から205系の東京延伸時から在籍している編成と共通運用になり、外房線千葉駅 - 上総一ノ宮駅間、内房線蘇我駅 - 上総湊駅間にも乗り入れる。
E233系投入により3編成が8両編成として武蔵野線用に転用され、直通電車として京葉線に乗り入れている。
2018年からは中央・総武緩行線から武蔵野線用として209系500番台が8編成転入した。
2022年8月現在、京葉線用10両編成はケヨ34編成のみが在籍する。

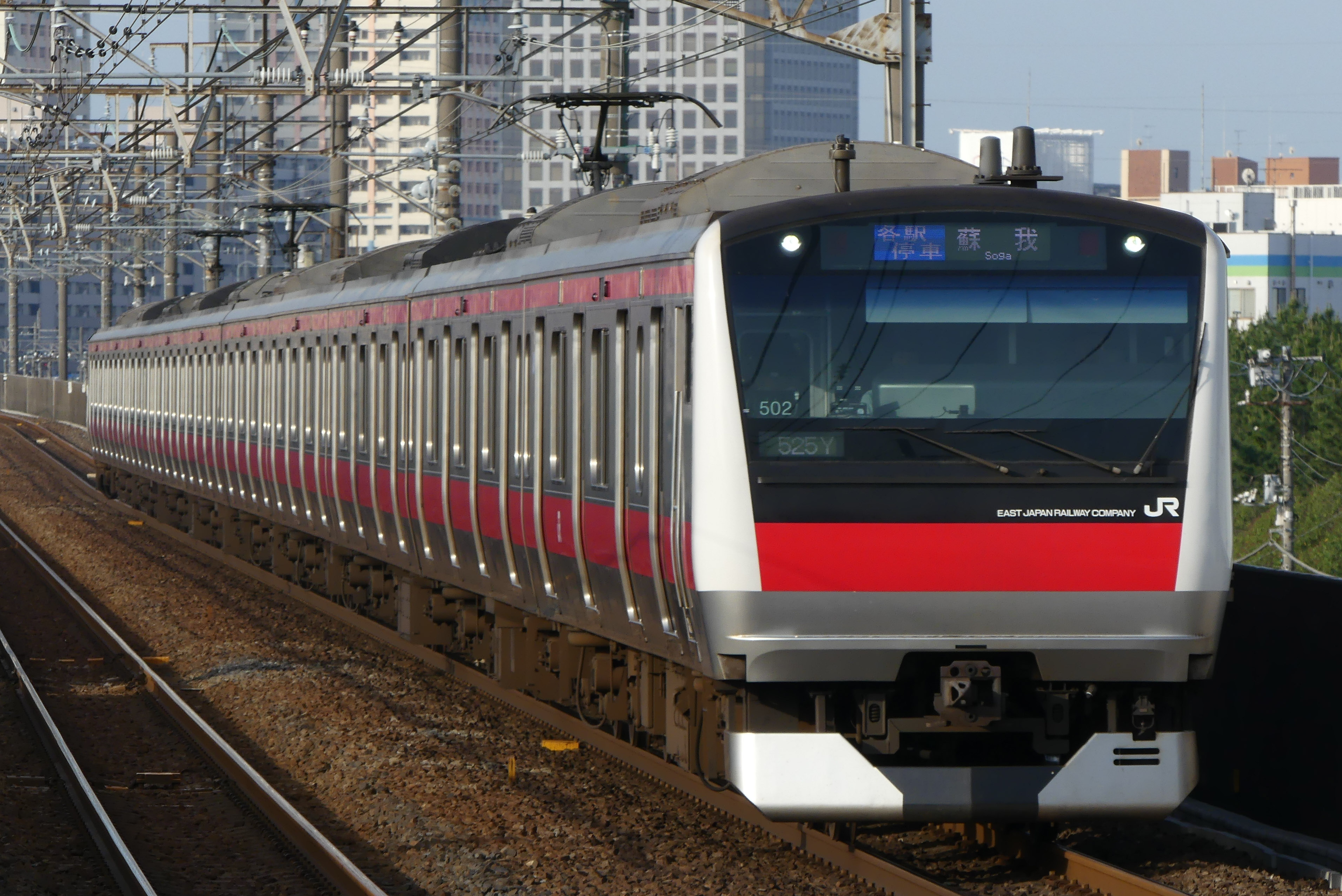
E233系5000番台10両固定編成
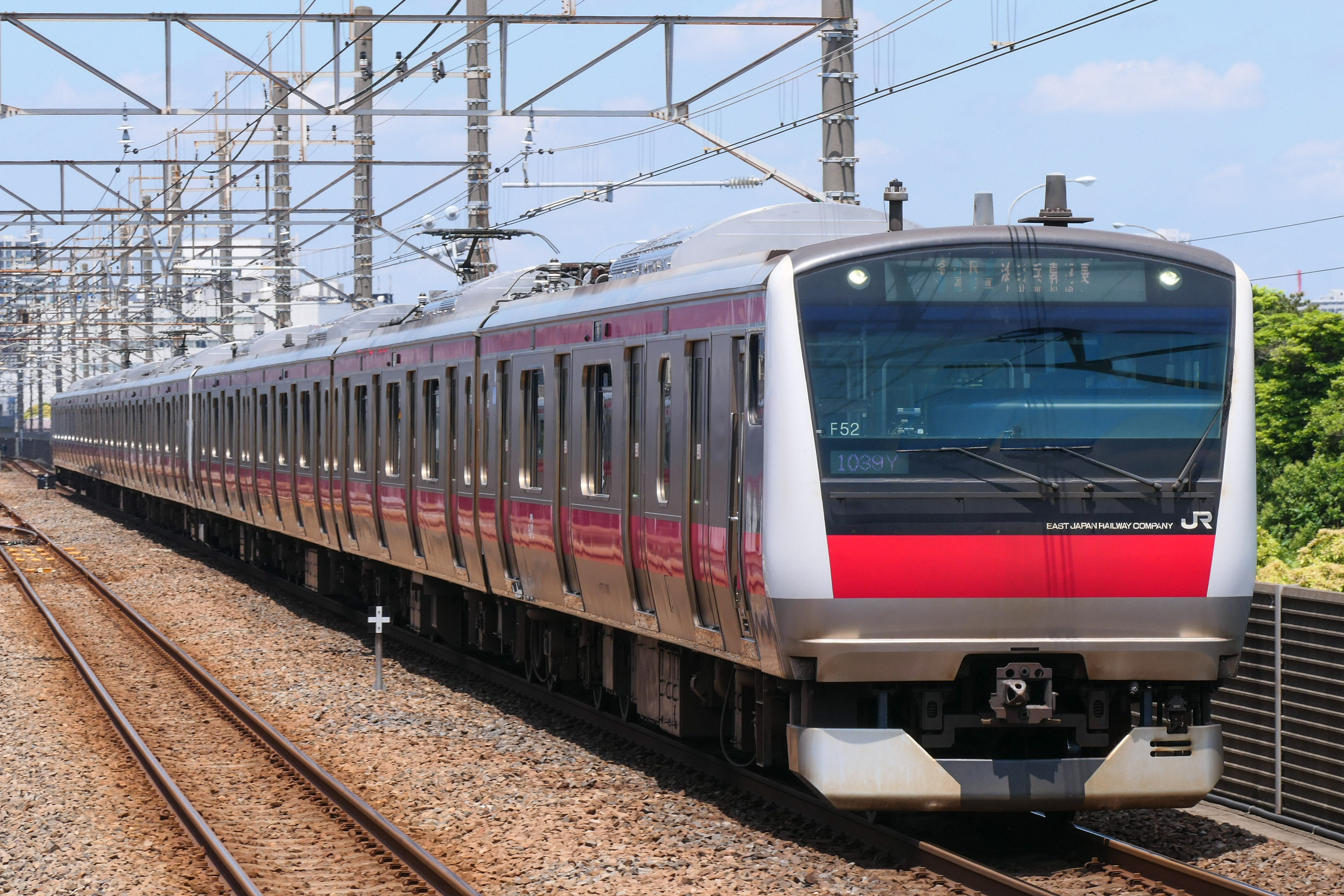
E233系5000番台6＋4両分割編成
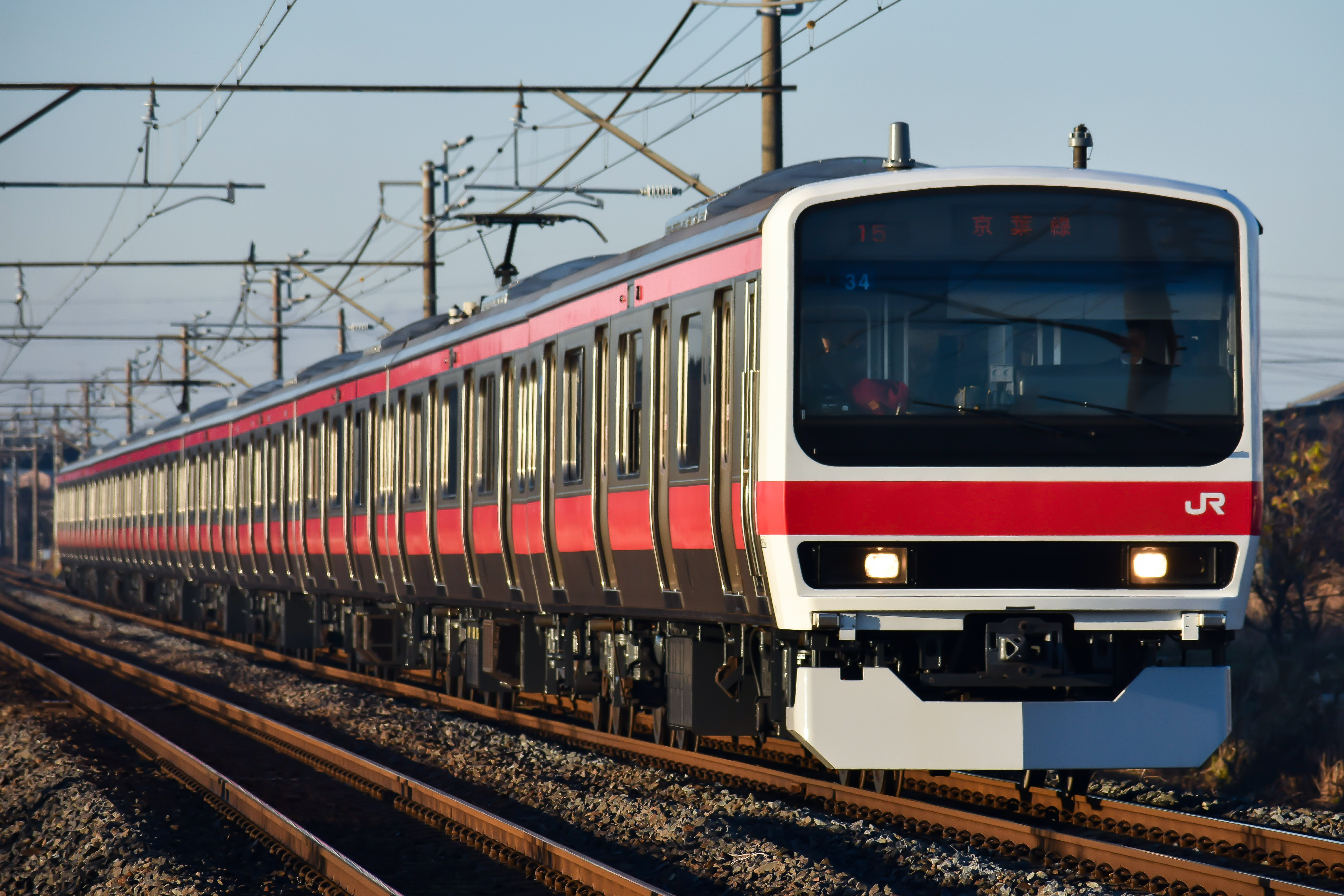
京葉線 209系500番台
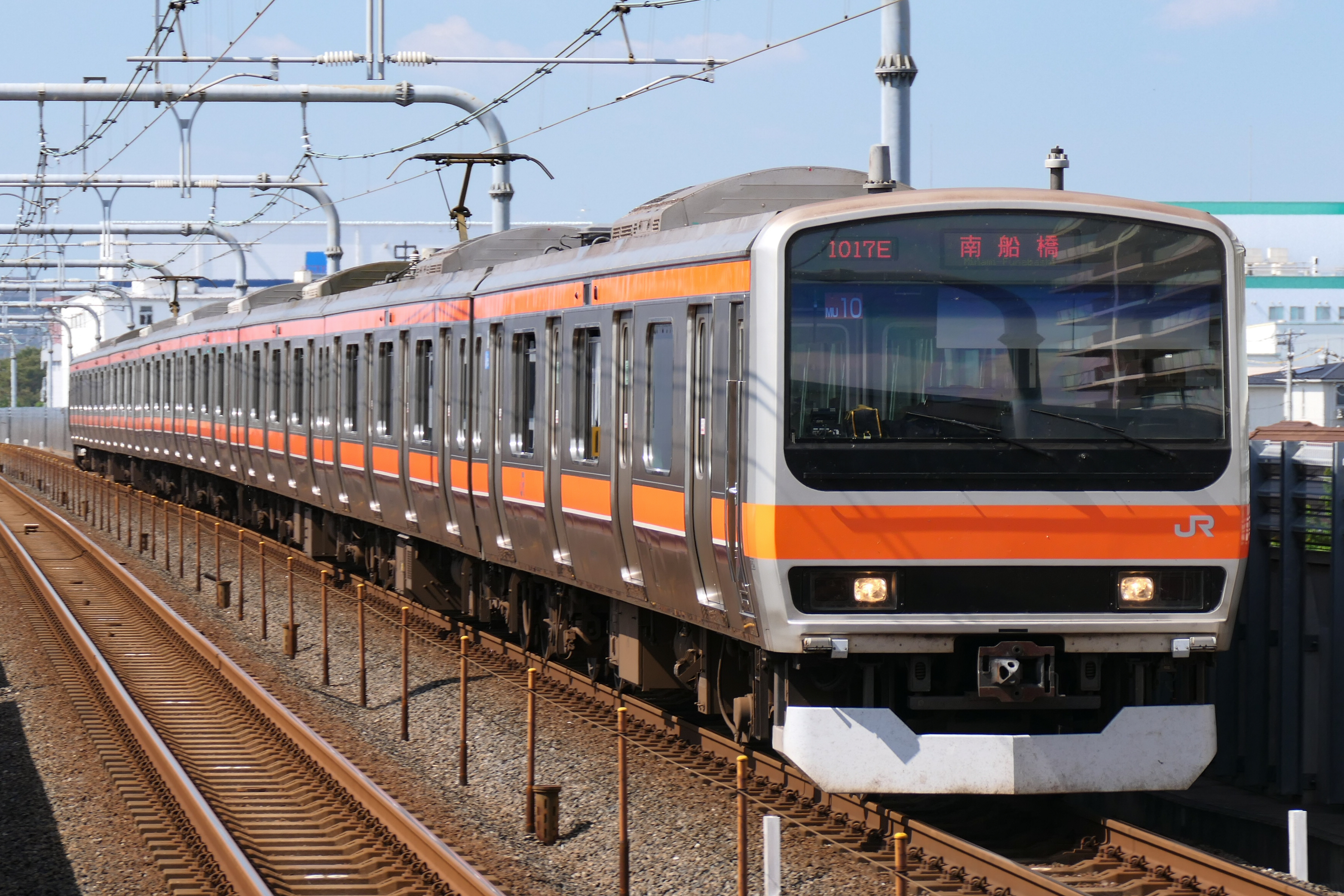
E231系0番台
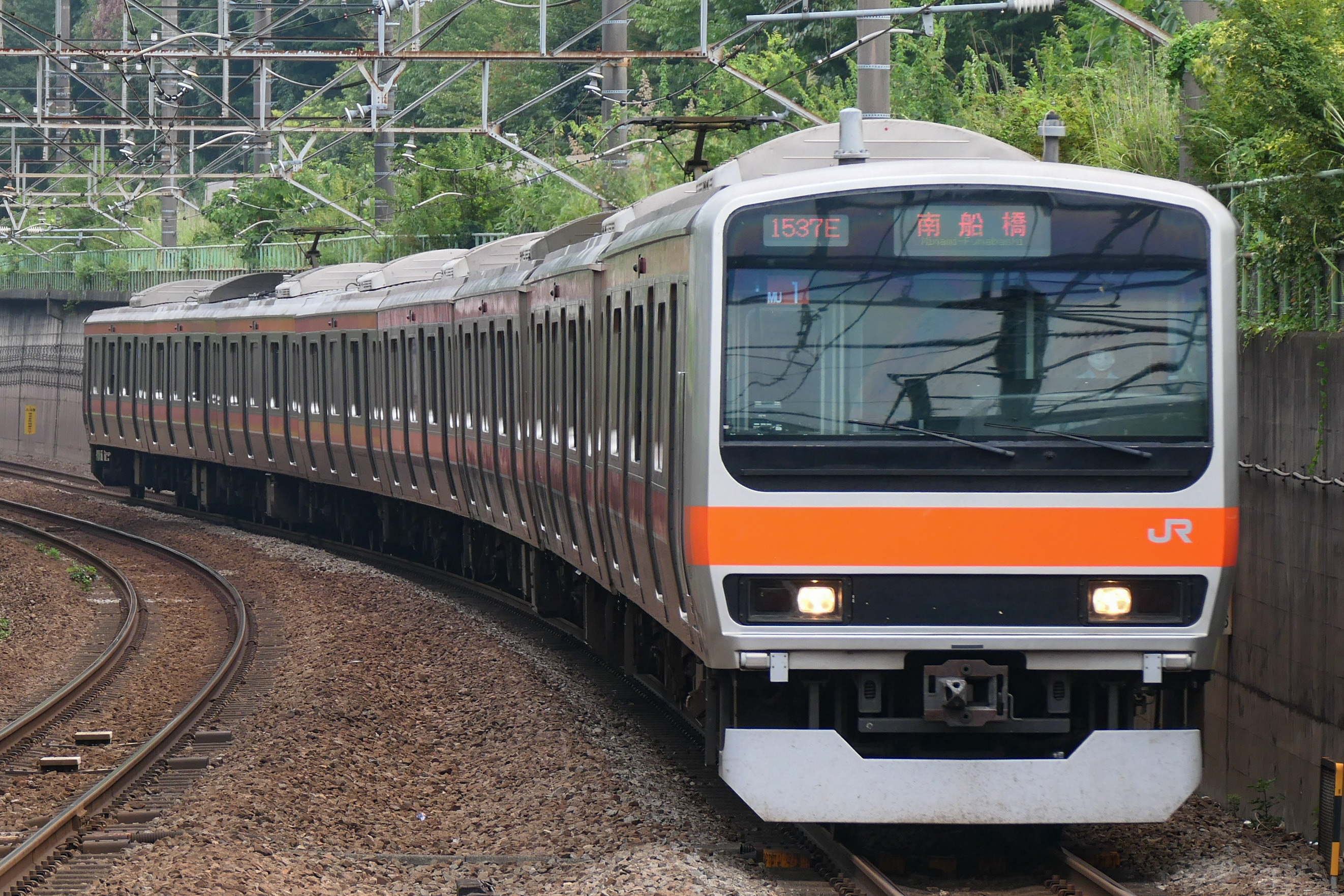
E231系900番台
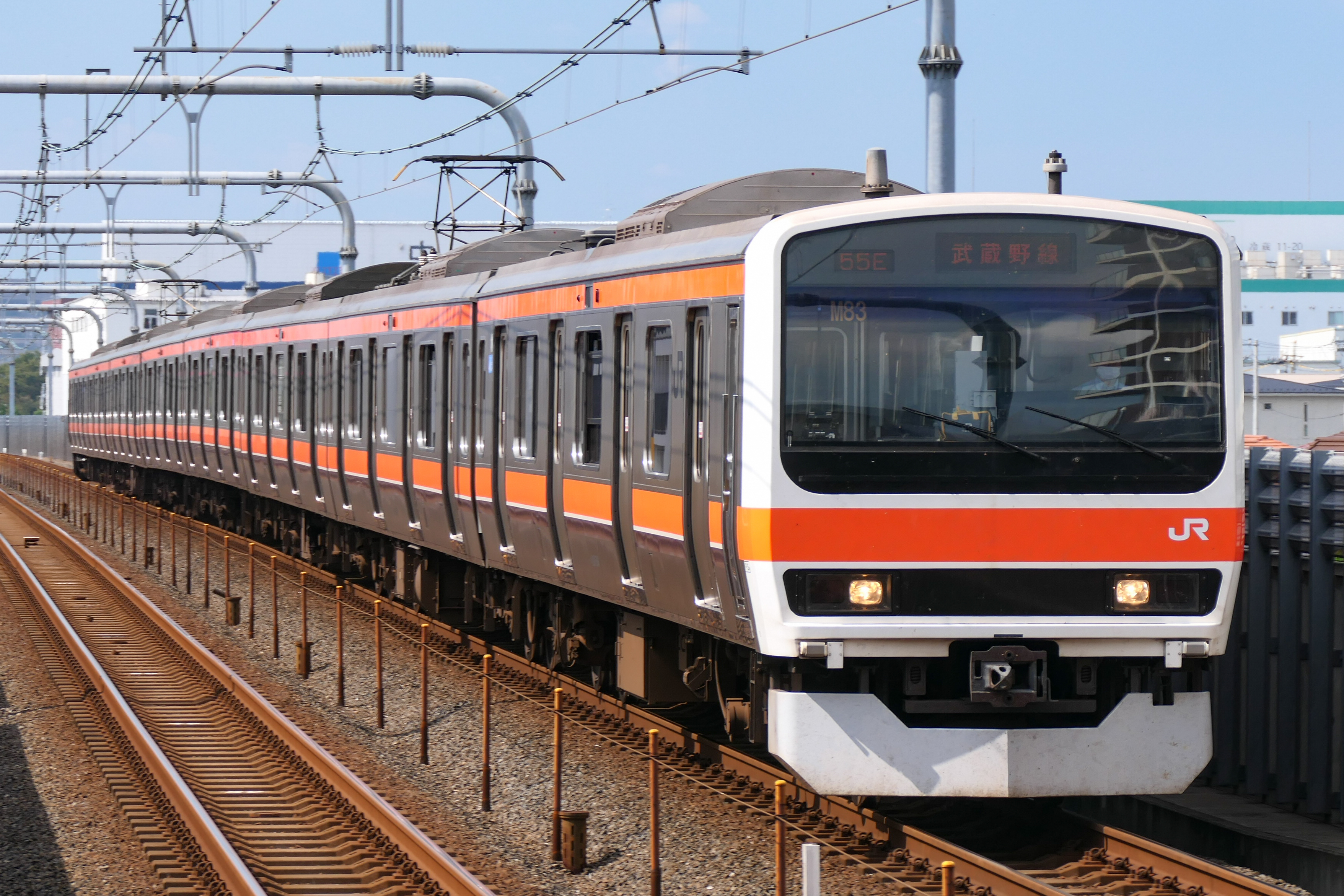
武蔵野線 209系500番台

### 過去の使用車両

#### 特急
特急「さざなみ」・「わかしお」用に以下の車両が使用されていた。
- 183系
- 255系

#### 快速・各駅停車
快速・各駅停車として、以下の車両が使用されていた。
103系（4・6・8・10両編成）
1986年3月の旅客営業開始当初、4両編成と6両編成を併結した編成が京浜東北線と横浜線より車体色を青22号に揃えて津田沼電車区に転入、日中6両編成、朝夕ラッシュ時10両編成で運行され、車両は同区所属で津田沼電車区新習志野派出に常駐していた。同年9月から日中は4両編成化され、1988年12月の新木場・蘇我延伸開業から再び日中は6両編成に戻り、1990年3月の東京延伸開業時以降もその運用状態は変わらなかった。その後、1993年12月より京葉線内限定運用の編成は終日10両編成化された。
原則として京葉線内限定運用であったが、201系投入までは6両+4両分割編成による京葉線から外房線勝浦と外房線経由で東金線成東に向かう分割併合運用も担当していた。
津田沼電車区→習志野電車区配置の中央・総武緩行線用103系にも京葉線対応工事が施工された編成が存在し、東京開業までの間京葉線で営業運転を行うこともあった。
山手線から転属してきた205系が導入されたこともあり、京葉線の車両は2005年11月18日をもって同線の定期運用を終了し、車体色オレンジの武蔵野線用も同年12月10日で運用を終了した。
武蔵野線用は当初6両編成であったが、1991年12月から1996年12月にかけて8両編成化された。
8両編成の武蔵野線用に使用されていたE38編成が西日本旅客鉄道（JR西日本）に、E20 - 22・27編成のうちの各4両の計16両がインドネシアの鉄道会社（PT Kereta Api、KRLジャボタベックで使用）に売却されたほかは全廃された。
10両編成の京葉線内限定運用のクハ103-713の車体は一部をカットして鉄道博物館で展示されている。
165系改造車3両編成（快速「シャトル・マイハマ」）
東京開業からしばらくの間、東京ディズニーランドへの連絡輸送を目的とする快速列車「シャトルマイハマ」として東京駅 - 西船橋駅間で運行していたこともある。また、休日などごくわずかに内房線や外房線からも運行した。内装はディズニーをイメージしたものになっていた。1995年に上沼垂運転区（現在の新潟車両センター）に転出し、「アルファ」と改称され主に新潟地区で運用されたが、2001年に廃車された。
201系（10両編成・4両＋6両編成）
103系置き換え用として中央・総武緩行線から転入した車両が在籍していた。2007年には205系の転出分の穴埋めで中央線快速からも2本（元T32・T130編成）が改造の上で転入したが、209系500番台に置き換えられ非分割編成2本とともに2009年2月までに長野総合車両センターに廃車回送された。また、試作車の900番台も京葉線で使用されていたが、こちらは山手線から転入した205系に置き換えられ2005年に廃車された。
車両分割のある外房線・東金線直通運用では分割併合に対応した「51 - 54」+「K1 - K4」編成が最後まで残っていたが、E233系の導入に伴い2011年6月20日に運用を離脱した。
205系（10両編成）
1990年の東京延伸開業にあわせ京葉線用に製作された先頭車前面の形状が従来と違うスタイルの編成と、後年103系置き換え用として中央・総武緩行線・山手線（量産先行車の4編成含む）からそれぞれ転入した車両が存在していた。なお、内房線・外房線直通列車は、原則として110km/h運転対応の、東京延伸時からの在籍車である先頭車の前面形状が違う編成が使用されていた。E233系投入により順次運用から離脱、2011年7月25日をもって同線での定期運用を終了した。一部は4両編成に短縮、トイレ設置などの改造がなされ小山車両センター（東北本線〈宇都宮線〉・日光線）へ転出した。また一部は3両編成に短縮の上、富士急行に譲渡され6000系として同社線で使用されている。
205系（0・5000番台）（8両編成）
武蔵野線用は8両編成が運用されていた。この8両編成は、当初から武蔵野線用に製作された先頭車前面の形状が従来と違うスタイルの編成と、後年中央・総武緩行線・山手線・南武線・埼京線からそれぞれ転入した車両が存在していた。また、他線区から京葉線に転入後、再度武蔵野線に転用された車両もあった。山手線へのE235系投入で余剰となった、中央・総武線各駅停車用の209系500番台とE231系の転属により、2020年10月19日を以って営業運転を終了した。全編成がインドネシアに譲渡された。
E331系（14両編成）
試験的に投入された連接車両で、1編成のみ存在した。14両編成で通常の列車の10両編成分と同じ長さである。
2007年3月18日のダイヤ改正から土曜・休日のみの運用として営業運転を開始したが、後に部品の一部について改良が必要と判明し同年4月に営業運転から暫定的に離脱した。改良後、何度かの試運転を経て2008年12月23日より改めて土休日ダイヤでの営業運転を再開した。
ドアの位置が既存車両と異なるため、本系列独自の乗車口マークが各ホームに設置されたほか、発車標や一部駅の時刻表では本系列運用時に「14両」と表記された。
E233系への置き換え対象からは唯一外れE233系導入後も継続して京葉線で使用するとされたが、2011年10月1日の運用改訂で再度運用から外された（実際には改訂以前より他車種による代走が行われた）。2014年4月2日付で廃車。

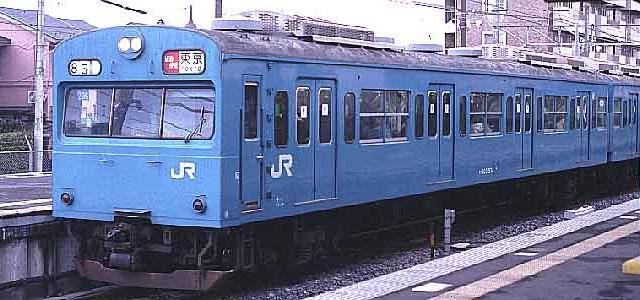
京葉線 103系
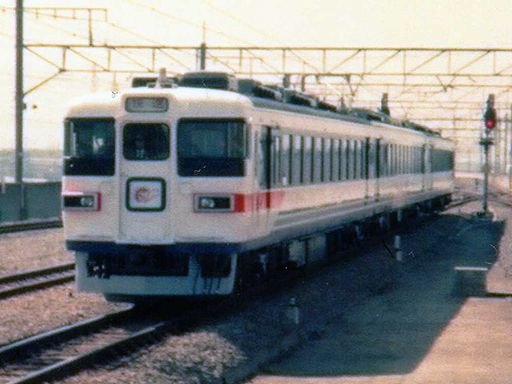
165系「シャトル・マイハマ」
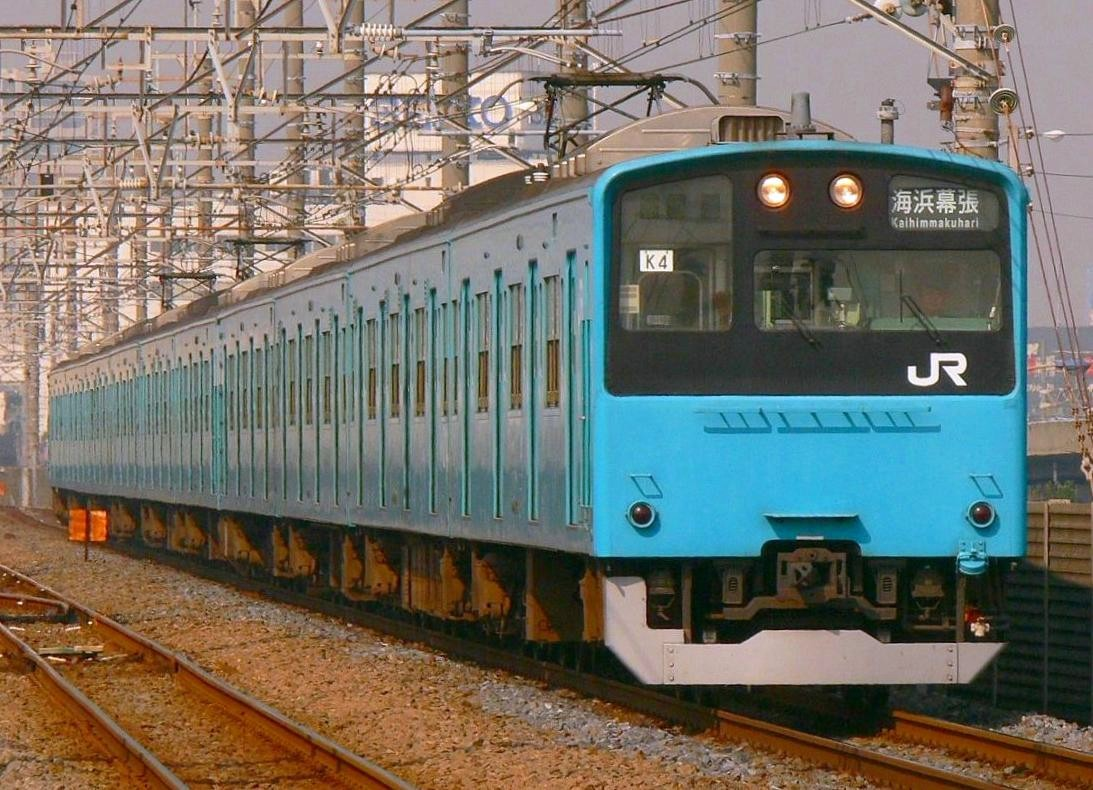
201系
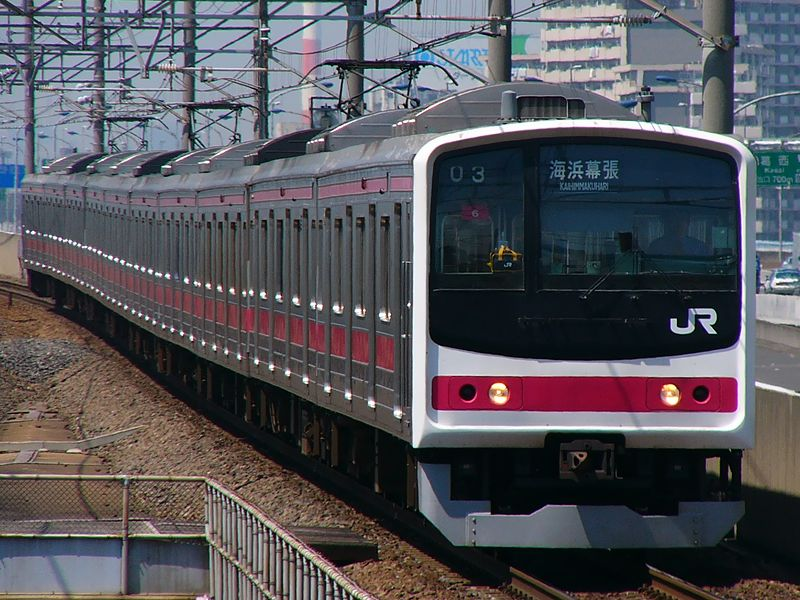
京葉線 205系（新製導入車）
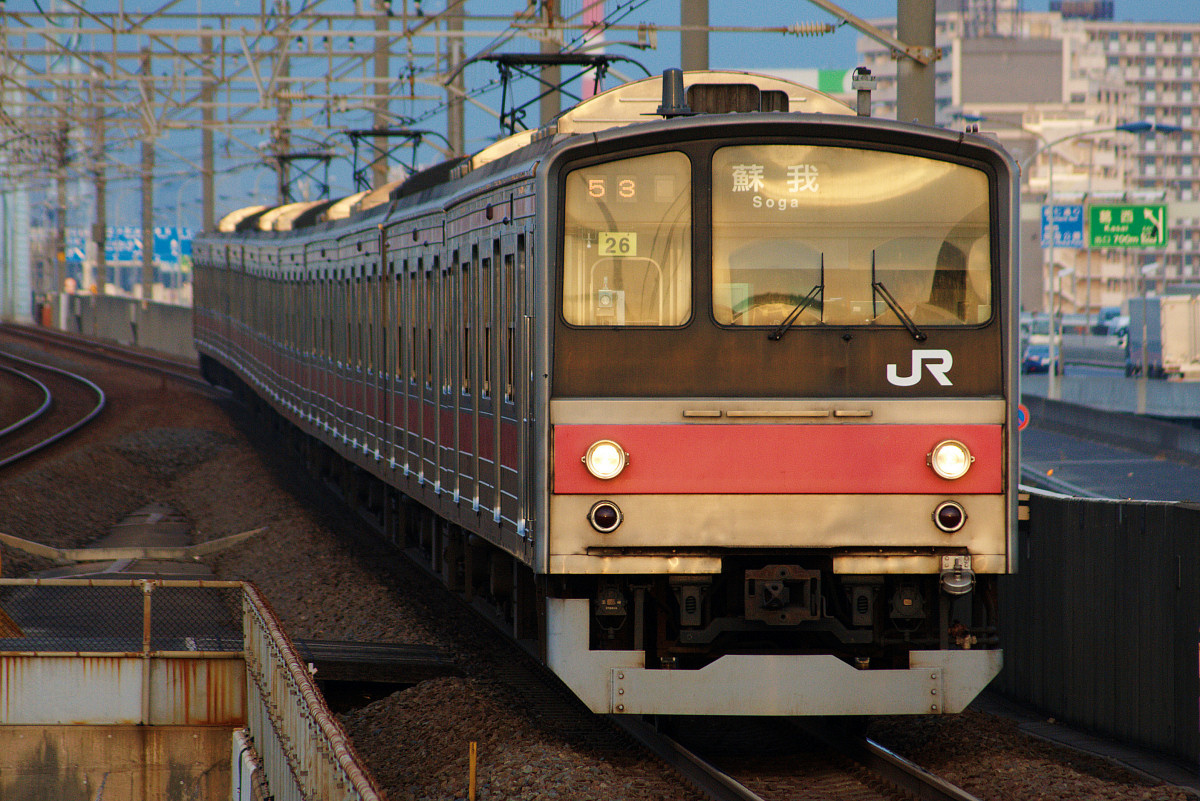
京葉線 205系（山手線からの転入車）
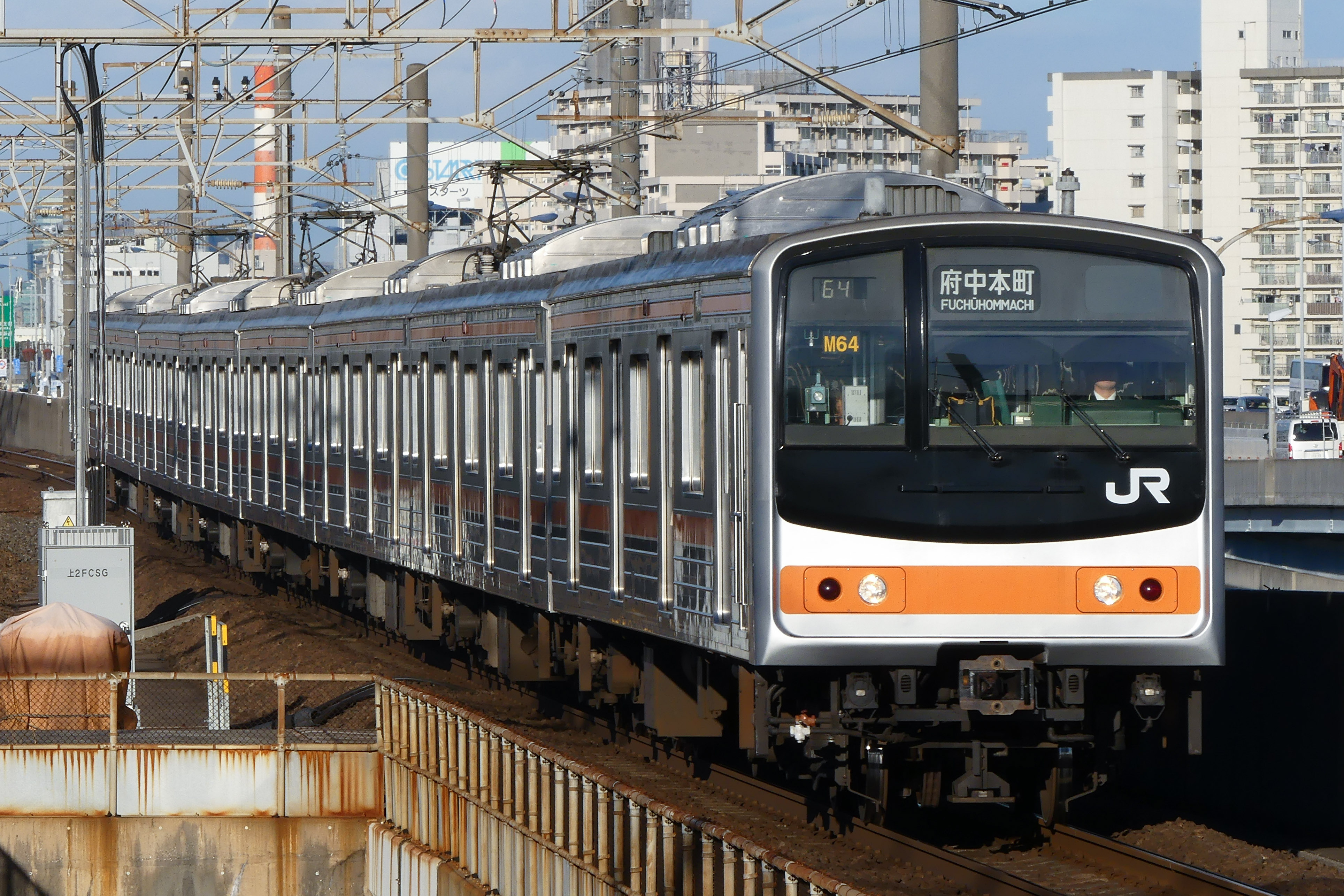
武蔵野線 205系0番台
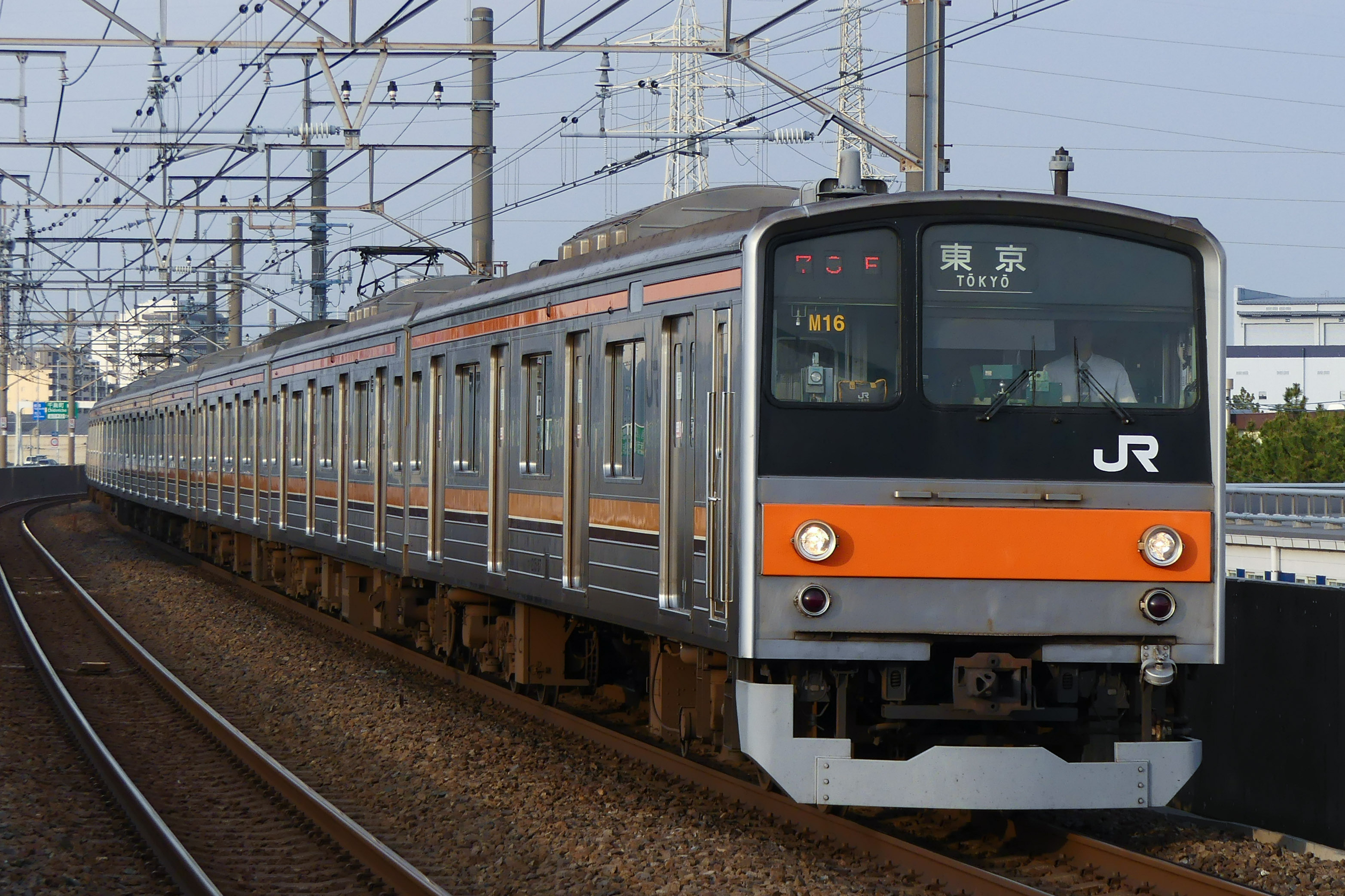
武蔵野線 205系5000番台
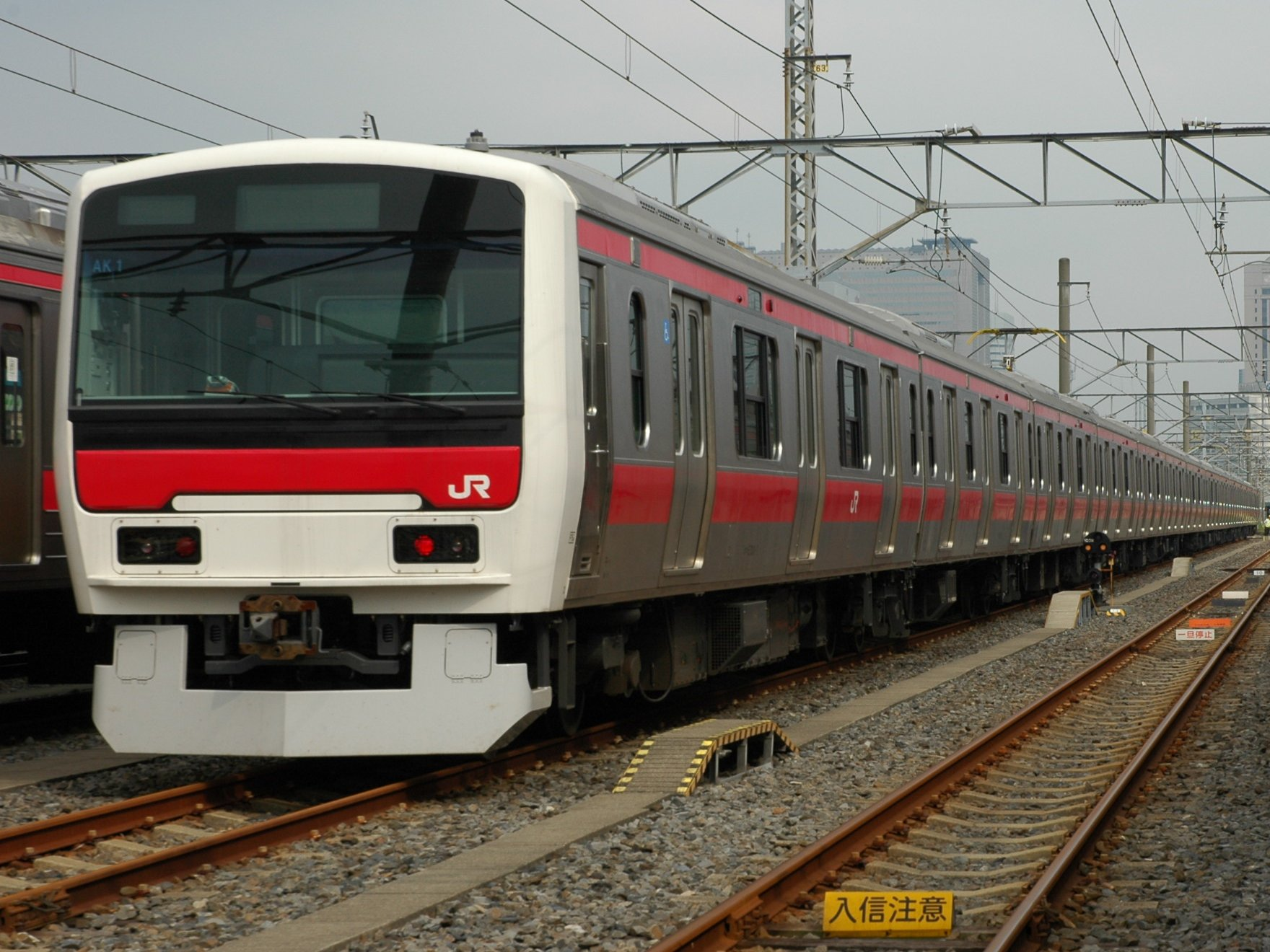
E331系

## 沿線概況
東京湾岸を走ることにより、強風など気象条件に弱い。海岸沿いの高架線を走るため、海風の影響を強く受け、強風などの荒天の時は運転中止やダイヤの大幅な乱れに見舞われやすい。このため、沿線では強風対策を求める声が上がり、2007年に一部の高架橋の海側に風対策フェンスが設置された。さらに2010年、潮見駅 - 葛西臨海公園駅間の両側と二俣新町駅 - 南船橋駅間の海側で、新たな防風柵の設置工事を開始し、2012年10月31日から全面的に使用を開始している。JR東日本千葉支社によれば、防風柵設置後は、運転見合わせが設置前の約9割減となっている。
ダイヤが乱れた時は武蔵野線との直通運転を中止し、同線用の8両編成（車体はオレンジ+茶帯）の電車が京葉線内の東京駅 - 西船橋駅間のみで運用され、赤帯のE233系10両編成なども西船橋駅まで運用されることがある。
京葉線は周辺にほかの鉄道路線がないエリアを走行しているため、運転を見合わせると、駅に接続する路線バスを除き代替交通手段がなくなる。

### 本線（東京駅 - 蘇我駅間）

#### 東京駅 - 新木場駅間
東京駅の京葉線ホームは、東海道新幹線八重洲南乗り換え口コンコースから約300m南、東京都道406号皇居前鍛冶橋線（鍛冶橋通り）の直下の地下にあり、深さ33.4 mと非常に深いところに位置する。1974年に成田新幹線が着工された際、成田新幹線の東京駅として計画されていた場所に位置しているが、1983年の工事凍結までに当時の国鉄により造られたのは現在乗り換え通路として使われている通路の一部だけで、ホームについてはその後JR東日本により工事が新たに開始、京葉線の駅として完成した。
各新幹線やほかの在来線ホームと離れた場所にあり、ほかの路線との乗り換えに徒歩で10-15分程度を要するため、途中に動く歩道が設置されている。
東京駅を出ると鍛冶橋通りの直下を進む。中央区に入ると首都高速八重洲線（地下）を潜って右へカーブして南東を向き、東京メトロ銀座線と都営地下鉄浅草線（共に地下）を相次いで潜る。首都高速都心環状線と交差すると左へカーブして東を向き、東京メトロ日比谷線が接続する八丁堀駅に至る。同駅は東京駅の補完的役割も果たしている。駅周辺は典型的なオフィス街である。
八丁堀駅を出ると右へカーブして鍛冶橋通りから分かれ亀島川を潜る。カーブを抜けて南東を向くと隅田川と晴海運河を潜って江東区に入り、都営地下鉄大江戸線（地下）を跨ぐと越中島駅に至る。東京23区内のJR駅で最も利用客数が少ない駅だが、駅直上に東京海洋大学越中島キャンパスがあるため、大学生の利用がある。越中島駅は、大江戸線の月島駅と門前仲町駅との間の線路のすぐ近くにあるが、大江戸線に駅はない。隅田川の河底を通過する八丁堀 - 越中島間では水害（洪水）に備え、トンネルの全断面を閉鎖する「防水扉」を設置している。
越中島駅を出ると道路の直下を通り、左へカーブして汐浜運河と平久川を相次いで潜る。カーブを抜け東を向くと首都高速9号深川線と交差し、33‰の急勾配で地上に出る。このトンネルの出口は東京支社と千葉支社の境界でもある。ここまでの区間は成田新幹線用に検討された用地を活用して建設された区間で、同新幹線はこのまま東進して東京メトロ東西線に並行する予定であった。京葉線は越中島貨物駅の横を通り、高架を上りながら右へカーブして南東を向き汐見運河を渡って潮見駅に至る。駅周辺は駅開業前は倉庫や造船所、鉄工所といった典型的な準工業地域であったが、駅開業を機に集合住宅開発が急速に進行し、現在は集合住宅や大型商業施設が混在する地域となっている。

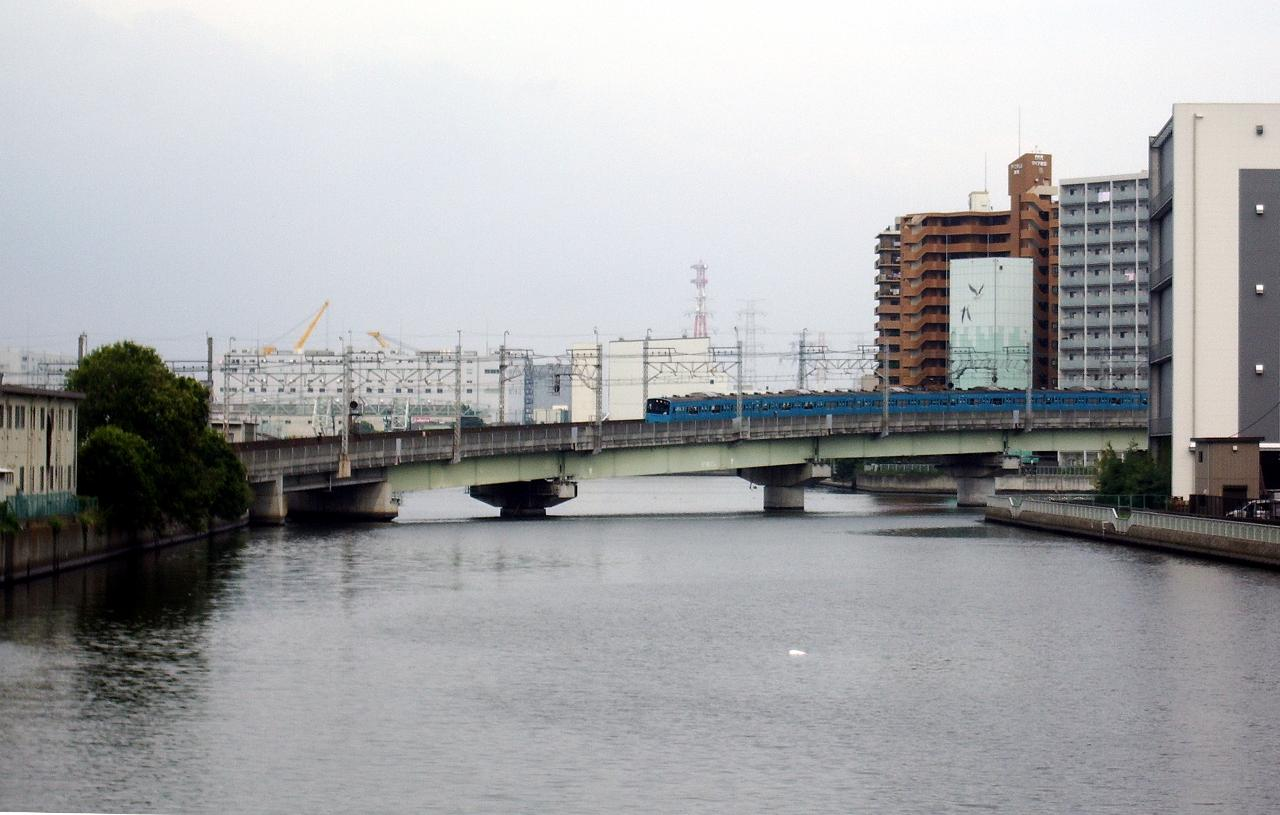
汐見運河と東雲北運河の合流地点に架かる橋梁を渡る電車（2009年8月8日撮影）

潮見駅を出ると右へカーブして南を向き、右側の潮見GATE SQUAREを過ぎると曙運河を高い高架で渡る。この高い高架からは右手に東京アクアティクスセンターや、丸太が貯留されている広大な新木場を、左手に夢の島を見渡すことができる。東京辰巳国際水泳場が見えると左へカーブし、大規模なトラス橋（夢の島橋梁）で曙運河と国道357号（東京湾岸道路）、首都高速湾岸線を跨ぎ、カーブを抜けて東を向き右手から東京臨海高速鉄道りんかい線と東京メトロ有楽町線が合流して新木場駅に至る。駅南側は駅名の通り木材関連企業が多いが、近年は開発が進みNECソリューションイノベータの本社など大企業のオフィスも軒を連ねるようになったほか、駅北側はスポーツ公園や熱帯植物園のある都立夢の島公園となっている。

#### 新木場駅 - 新浦安駅間
新木場駅を出ると、国道357号（東京湾岸道路）と首都高速湾岸線と並行して進む。間もなく高架を下り、一層下の東京臨海高速鉄道りんかい線の連絡線と合流する。この連絡線は京葉線と東京臨海高速鉄道りんかい線が共に東京外環状線の一部として計画された名残で、現在定期列車は運転されておらず、京葉線 - 埼京線方面の一部の団体列車などがこの連絡線を使用する。右へカーブすると右手に東京地下鉄新木場車両基地の引き込み線が分かれ、荒川（放水路）を渡る。この橋梁は荒川と中川の河口に架橋されており、右側には東京湾が広がる。荒川を渡ると江戸川区に入り、左側の首都高速葛西ジャンクション、右側の葛西臨海公園付近を過ぎると右へカーブし南東を向き葛西臨海公園駅に至る。駅南側の葛西臨海公園は行楽地として賑わっているのに対し、駅北側は東京都下水道局葛西水再生センターがあるほか、工場や倉庫が立ち並んでいる。
葛西臨海公園駅を出ると旧江戸川を渡る。この橋梁も旧江戸川の河口に架橋されている。旧江戸川を渡ると千葉県浦安市に入り、国道357号（東京湾岸道路）と首都高速湾岸線が分かれ東京ディズニーリゾートの最寄駅である舞浜駅に至る。駅南側はディズニーリゾートラインのリゾートゲートウェイ・ステーション駅などディズニー関連施設が多く、一方駅北側は京成不動産が開発した住宅街が広がっている。
舞浜駅を出ると左へカーブして見明川を渡る。カーブを抜けて北東を向くと工場街や住宅街の中を進み、境川を渡って新浦安駅に至る。駅周辺は都市基盤整備公団（現在の都市再生機構）や民間企業によって整備されたオフィスや集合住宅、大型商業施設が軒を連ねており、東京メトロ東西線浦安駅とともに浦安市の中心市街地を形成している。

#### 新浦安駅 - 海浜幕張駅間
新浦安駅を出ると左へカーブして猫実川を渡って市川市に入り、三番瀬と左側の工場街に沿って進む。右手から三番瀬が離れると市川塩浜駅に至る。駅周辺は典型的な工業地域だが、駅北西は特別緑地保全地区に指定され、宮内庁新浜鴨場と市川野鳥の楽園がある。また駅近くにはamazon日本法人の物流拠点の一つであるアマゾン市川フルフィルメントセンターがある。
市川塩浜駅を出ると右へカーブして北東を向き、左手から再び国道357号（東京湾岸道路）と首都高速湾岸線が並行する。運河を渡って右へカーブすると江戸川（放水路）を渡り、左に高谷ジャンクションが見え、並行していた首都高速湾岸線が東関東自動車道に名称を変える。さらにもう1つの運河を渡ると高谷支線を分けて高架を上り真間川を横断、高架を下り左手に一層下の高谷支線が分かれ、右にカーブして運河を渡り二俣新町駅に至る。駅ホーム東端で左手から合流した二俣支線の高架を潜る。駅周辺は市川塩浜駅同様工業地域であり、ホームセンターコーナン市川原木店（東京エアカーゴシティターミナル跡地）がある以外は、ほとんどが工場や倉庫である。
二俣新町駅を出ると右へカーブして二俣川を渡って船橋市に入る。高架を上り一層上の二俣支線と合流し、高架を下りて南海神川を渡ると両手に住宅街が広がり、海神川と海老川を相次いで渡ると右へカーブして南船橋駅に至る。駅北西にはららぽーとTOKYO-BAY、駅北側には船橋競馬場がある。駅南側は2016年3月まで駅南西に船橋オートレース場があった以外は集合住宅や物流施設が立ち並んでいるほか、2002年9月まで駅南西にあったららぽーとスキードームSSAWS跡地の一隅に開店したイケア船橋がある。
南船橋駅を出ると習志野市に入り、右へカーブしながら谷津干潟を高架で渡っていく。谷津干潟を渡ると左へカーブして南東を向き、右側の工場街に沿って進み、市街地に入って新習志野駅に至る。駅周辺は駅開業前は駅北側に習志野市秋津公園サッカー場がある以外は空き地が目立ち閑散としていたが、近年は開発が進み商業施設や住宅が軒を連ねている。
新習志野駅を出ると菊田川を渡り、左側の香澄公園に沿いながら下り線が高架から地上に下りる。左手に国道357号（東京湾岸道路）と東関東自動車道が分かれ、千葉市美浜区に入る。左側の京葉車両センター、右側のイオンモール幕張新都心に沿って進む。この付近には新駅幕張豊砂駅が2023年3月18日に開業した。前方の高層ビルに近づくと再び高架を上り、浜田川を渡って市街地に入り海浜幕張駅に至る。幕張新都心の中心であり、駅周辺は幕張メッセやZOZOマリンスタジアム、三井アウトレットパーク 幕張を賑わいを見せ、イオングループやシャープなど大企業が入る高層ビルや大型集合住宅も立ち並んでいるが、現在も一部空き地があり開発が進められている状況である。

#### 海浜幕張駅 - 蘇我駅間
海浜幕張駅を出ると幕張海浜公園を跨いで海浜ニュータウンに入っていく。右側には街並みや景観などが西欧風に統一された幕張ベイタウンがある。花見川を渡ると住宅街の中を進み検見川浜駅に至る。駅周辺は集合住宅が立ち並ぶ一方で美浜区の行政の中心であり、美浜区役所のほか郵便局や消防署、警察署などの公共施設が多い。
検見川浜駅を出ると住宅街の中を進む。左へカーブして草野水路を渡って東を向き稲毛海岸駅に至る。駅周辺は海浜ニュータウンで最初に入居が開始された地域で現在は海浜ニュータウンの中心となっており、商業施設が多く大型集合住宅も軒を連ねている。
稲毛海岸駅を出ると右へカーブして南東を向く。右側の高層住宅群はパイロット・ハウスといい、建設省（現在の国土交通省）などが主催して行われた将来住宅コンクールに出展されたものである。カーブを抜けたところが新港信号場となり、黒砂水路を渡ると上下本線が高架から地上に下り、右手に自動車学校や商業施設などが続く。ここは千葉貨物ターミナル駅の跡地である。新港信号場の下り待避線が高架構造となっているのは、この下り待避線は元々上り本線として使用されており、下り本線から千葉貨物ターミナル駅への入場分岐線の設置計画があったため、上り本線と入場分岐線の交点を立体交差としたものである。下り待避線が高架を降りて合流し、跨線橋を潜ると再び高架を上り中央区に入って千葉みなと駅に至る。駅東側と南側は千葉市の行政の中心であり、千葉市役所のほか警察署や郵便局などの公共施設が多い。駅南西には千葉港があり工場や倉庫が立ち並ぶ地域となっているが、駅南側に千葉ポートパークや千葉ポートタワーなどがあり賑わっているほか、駅周辺の空地も開発が進められている。
千葉みなと駅を出ると左に千葉都市モノレール1号線が分かれ、右側の千葉港近くを過ぎると左へカーブして東を向く。右へカーブして南を向くと三度国道357号（東京湾岸道路）と並行し、都川を渡る。都川信号場跡を過ぎて右側にJFEスチール東日本製鉄所が現れる付近で左へカーブし、南東を向いて国道357号を跨ぐと蘇我駅の外房上り着発線群（貨物列車が主に使用）への分岐を右手に分けつつ右へカーブし、再び南を向き左手から外房線が合流し、外房上下線の間で高架から地上に下り蘇我駅に至る。駅周辺は元々川崎製鉄（現在のJFEスチール）の企業城下町であり現在もJFEスチール関連施設が多いが、近年は再開発も進められており、フクダ電子アリーナやハーバーシティ蘇我などの大型商業施設がある。
京葉線は蘇我駅が終点となっているが、一部の旅客列車は内房線や外房線に、貨物列車は京葉臨海鉄道臨海本線に直通する。

### 支線（西船橋駅 - 南船橋駅間・市川塩浜駅 - 西船橋駅間）
西船橋駅 - 南船橋駅間は「二俣支線」、市川塩浜駅 - 西船橋駅間は「高谷支線」という通称名がある。本線の市川塩浜駅 - 南船橋駅間と、西船橋駅を中心とするこの2本の支線により、デルタ線が構成されている。両支線の名称は、本線から分岐する地点がそれぞれ二俣と高谷であることから名付けられている。ただし、二俣にある二俣新町駅に二俣支線のホームは設置されていない。
二俣支線は西船橋駅を出た後下記の高谷支線の線路と並行、二俣川と京葉道路（原木インターチェンジの東付近）を相次いで跨ぎ、高谷支線との分岐点で東側へ向かい、国道357号（東京湾岸道路）と東関東自動車道に挟まれた空間を高架で抜けた後西側に二俣新町駅が見え、駅前ロータリーの前を通過するが、ホームは設置されていないためそのまま通過する。二俣新町駅の先で本線に合流し、そのまま本線上を進んで南船橋駅に至る。
一方、高谷支線は市川塩浜駅を出るとしばらくの間本線上を進む。江戸川（放水路）と運河を渡ると本線から分かれ、左側の首都高速高谷ジャンクション付近で高架を下っていく。真間川を渡り、前方に二俣新町駅が見えると北へカーブして一層上の本線から分かれ、高架を上りながら国道357号（東京湾岸道路）と東関東自動車道を跨ぐ。カーブの途中で右に二俣支線が現れ、カーブを抜けて北を向くと一層上の二俣支線が高架を下る間に複線で割り込むように合流し、船橋市に入ると西船橋駅に至る。
なお、西船橋駅は総武線各駅停車と東京メトロ東西線、東葉高速鉄道東葉高速線が接続する千葉県内の主要駅の一つであり、両支線のホームは武蔵野線と共用しており、他線のホームの上で直交する南北方向に建設された。大半の列車は両支線からは武蔵野線へ、武蔵野線からは両支線へそれぞれ直通するが、一部西船橋発着の両支線直通列車がある（前節「運行形態#各駅停車」を参照）。

## 駅一覧
京葉線の駅と快速停車駅・接続路線・所在地などを運行上の区間ごとに一覧として以下に示す。路線距離（営業キロ）は正式な区間と運行上の区間の両方を併記する。
- 特定都区市内制度適用範囲の駅 ： 山＝東京山手線内、区＝東京都区内
- 停車駅
  - 各駅停車（武蔵野線直通列車を含む）：すべての旅客駅に停車
  - 快速：●印の駅は停車、｜印の駅は通過
  - 特急：「わかしお (列車)」・「さざなみ (列車)」参照
- 接続路線 ： 東日本旅客鉄道の路線名は運転系統上の名称（正式路線名とは異なる）。駅名が異なる場合は⇒印で駅名を示す。

2022年度の時点で、下記の全旅客駅がJR東日本自社による乗車人員集計の対象となっている。

### 本線
| 駅番号 | 駅名              | 営業キロ | 営業キロ  | 営業キロ        | 快速 | 接続路線・備考 | 所在地 | 所在地   | 所在地   |
| 駅番号 | 駅名              | 駅間     | 累計      | 累計            | 快速 | 接続路線・備考 | 所在地 | 所在地   | 所在地   |
| 駅番号 | 駅名              | 駅間     | 東京 から | 正式            | 快速 | 接続路線・備考 | 所在地 | 所在地   | 所在地   |
| ------ | ----------------- | -------- | --------- | --------------- | ---- | --- | ------ | -------- | -------- |
| JE 01  | 東京駅 山区       | -        | 0.0       | 0.0             | ●    | 東日本旅客鉄道： 東北新幹線・北海道新幹線・山形新幹線・秋田新幹線・上越新幹線・北陸新幹線・ 中央線（JC 01）・ 山手線（JY 01）・ 京浜東北線 （JK 26）・ 東海道線（JT 01）・ 上野東京ライン（宇都宮線〈東北線〉・高崎線・ 常磐線直通）（JU 01）・ 横須賀・総武線（快速）（JO 19） 東海旅客鉄道： 東海道新幹線 東京地下鉄： 丸ノ内線（M-17）、 東西線 ⇒大手町駅（T-09） | 東京都 | 千代田区 | 千代田区 |
| JE 02  | 八丁堀駅 区       | 1.2      | 1.2       | 1.2             | ●    | 東京地下鉄： 日比谷線（H-12） | 東京都 | 中央区   | 中央区   |
| JE 03  | 越中島駅 区       | 1.6      | 2.8       | 2.8             | ｜   | | 東京都 | 江東区   | 江東区   |
| JE 04  | 潮見駅 区         | 2.6      | 5.4       | 5.4             | ｜   | | 東京都 | 江東区   | 江東区   |
| JE 05  | 新木場駅 区       | 2.0      | 7.4       | 7.4             | ●    | 東京臨海高速鉄道： りんかい線（R 01） 東京地下鉄： 有楽町線（Y-24） | 東京都 | 江東区   | 江東区   |
| JE 06  | 葛西臨海公園駅 区 | 3.2      | 10.6      | 10.6            | ｜   | | 東京都 | 江戸川区 | 江戸川区 |
| JE 07  | 舞浜駅            | 2.1      | 12.7      | 12.7            | ●    | 舞浜リゾートライン：ディズニーリゾートライン ⇒リゾートゲートウェイ・ステーション駅 | 千葉県 | 浦安市   | 浦安市   |
| JE 08  | 新浦安駅          | 3.4      | 16.1      | 16.1            | ●    | | 千葉県 | 浦安市   | 浦安市   |
| JE 09  | 市川塩浜駅        | 2.1      | 18.2      | 18.2            | ｜   | 高谷支線（東京方面から武蔵野線府中本町駅まで直通運転） | 千葉県 | 市川市   | 市川市   |
| JE 10  | 二俣新町駅        | 4.4      | 22.6      | 22.6            | ｜   | 信号設備上は高谷支線、二俣支線は当駅からの分岐 | 千葉県 | 市川市   | 市川市   |
| JE 11  | 南船橋駅          | 3.4      | 26.0      | 26.0            | ●    | 二俣支線（海浜幕張方面から武蔵野線府中本町駅まで直通運転） | 千葉県 | 船橋市   | 船橋市   |
| JE 11  | 南船橋駅          | 3.4      | 26.0      | 西船橋 から 5.4 | ●    | 二俣支線（海浜幕張方面から武蔵野線府中本町駅まで直通運転） | 千葉県 | 船橋市   | 船橋市   |
| JE 12  | 新習志野駅        | 2.3      | 28.3      | 7.7             | ｜   | 京葉車両センターの出入庫線接続駅 | 千葉県 | 習志野市 | 習志野市 |
| JE 13  | 幕張豊砂駅        | 1.7      | 30.0      | 9.4             | ｜   | 京葉車両センター隣接駅（ただし、当駅から出入庫はできない） | 千葉県 | 千葉市   | 美浜区   |
| JE 14  | 海浜幕張駅        | 1.7      | 31.7      | 11.1            | ●    | 武蔵野線は当駅まで直通運転（朝・夕のみで日中は南船橋駅まで） | 千葉県 | 千葉市   | 美浜区   |
| JE 15  | 検見川浜駅        | 2.0      | 33.7      | 13.1            | ●    | | 千葉県 | 千葉市   | 美浜区   |
| JE 16  | 稲毛海岸駅        | 1.6      | 35.3      | 14.7            | ●    | | 千葉県 | 千葉市   | 美浜区   |
| -      | 新港信号場        | -        | -         | -               | ｜   | | 千葉県 | 千葉市   | 美浜区   |
| JE 17  | 千葉みなと駅      | 3.7      | 39.0      | 18.4            | ●    | 千葉都市モノレール： 1号線（CM01） | 千葉県 | 千葉市   | 中央区   |
| -      | 蘇我駅            | 4.0      | 43.0      | 22.4            | ●    | 東日本旅客鉄道：■内房線（君津駅まで〈朝の上り快速1本は上総湊駅から〉直通運転）・■外房線（上総一ノ宮駅まで〈一部は東金線経由で成東駅まで、特急のみ安房鴨川駅まで〉直通運転） 京葉臨海鉄道：臨海本線（貨物線） | 千葉県 | 千葉市   | 中央区   |

### 二俣支線
- 全駅千葉県船橋市内に所在。
- 営業キロ程は正式には上表の本線の蘇我駅まで継続する。

| 駅番号 | 駅名     | 営業キロ | 接続路線・備考 |
| ------ | -------- | -------- | --- |
| JM 10  | 西船橋駅 | 0.0      | 東日本旅客鉄道： 武蔵野線（JM 10）（府中本町駅まで直通運転）・ 総武線（各駅停車）（JB 30） 東京地下鉄： 東西線（T-23） 東葉高速鉄道： 東葉高速線（TR01） |
| JE 11  | 南船橋駅 | 5.4      | 本線（海浜幕張駅まで直通運転） |

### 高谷支線
- 全駅千葉県内に所在。

| 駅番号 | 駅名       | 営業キロ | 接続路線・備考             | 所在地 |
| ------ | ---------- | -------- | -------------------------- | ------ |
| JE 09  | 市川塩浜駅 | 0.0      | 本線（東京駅まで直通運転） | 市川市 |
| JM 10  | 西船橋駅   | 5.9      | 上表（二俣支線）と同じ     | 船橋市 |

### 廃駅
- 千葉貨物ターミナル駅 ： 2000年4月1日廃止、貨物専用駅、現在の新港信号場の位置

### 各駅について
開通当時はみどりの窓口を省略した駅が多かった。東京開通時点では越中島駅・潮見駅・葛西臨海公園駅・市川塩浜駅 - 新習志野駅間・千葉みなと駅が該当した。そのためこれらの駅では100km超の乗車券が発売できず、「1,750円以上のきっぷは1,590円のきっぷをお求めになり着駅または車内で精算してください」と掲示されていた。その後、全駅に設置されたが、その後の指定席券売機の導入により、大半の駅で閉鎖された。単独駅でみどりの窓口が存在するのは2022年8月時点で舞浜駅・新浦安駅のみとなっている。
東京駅・八丁堀駅・越中島駅の地下区間3駅と蘇我駅をのぞき、首都圏の多くの線区で導入されていたような発車メロディは長い間導入されず、電子ベルを使用している駅が多く存在していた。しかし、2004年6月14日に舞浜駅にディズニーのメロディ、2005年3月26日に海浜幕張駅に千葉ロッテマリーンズ応援歌のメロディといったご当地ソングがそれぞれ導入された。その後、老朽化した放送機器の更新を兼ねて2007年3月10日（千葉みなと駅）から同年3月25日（潮見駅）にかけて、ほかの電子ベル使用駅についても順次発車メロディが導入され、すべての駅で導入されている。2025年6月5日以降は起点駅の東京駅や前述の舞浜駅・海浜幕張駅・2007年11月18日からジェフユナイテッド市原・千葉の応援歌のメロディが使われている蘇我駅を除き、基本的に下りが『JRE-IKST-001-02』に、上りが『JRE-IKST-001-01』に統一されている。この発車メロディはこの路線でしか採用していないものである。
また、地下区間の3駅のコンコースやホームには、他駅とは異なる独自の案内サインが開業時より設置されている。ただし、近年は他駅と同様の標準タイプに変更されたものもみられる。
京葉線は、東京23区を走る在来線路線ではATOSによる駅の案内放送において男声の放送で津田英治が一度も採用されず、唯一導入当初から田中一永の放送が使用されている。
ホーム番線は蘇我駅を除き下り線から1番線となっている。

## 利用状況

### 混雑率の推移
2020年（令和2年）度の最混雑区間（葛西臨海公園 → 新木場間）の混雑率は102%である。
1996年度以降は190%前後で推移し、並行する東京メトロ東西線に次ぐ混雑路線であった。2008年度のダイヤ改正で毎時21本に増発した。
| 年度               | 最混雑区間（葛西臨海公園 → 新木場間）輸送実績 | 最混雑区間（葛西臨海公園 → 新木場間）輸送実績 | 最混雑区間（葛西臨海公園 → 新木場間）輸送実績 | 最混雑区間（葛西臨海公園 → 新木場間）輸送実績 | 特記事項                                                |
| 年度               | 運転本数：本                                  | 輸送力：人                                    | 輸送量：人                                    | 混雑率：%                                     | 特記事項                                                |
| ------------------ | --------------------------------------------- | --------------------------------------------- | --------------------------------------------- | --------------------------------------------- | ------------------------------------------------------- |
| 1990年（平成02年） | 15                                            | 19,320                                        | 35,200                                        | 182                                           |                                                         |
| 1991年（平成03年） | 15                                            | 19,320                                        | 39,340                                        | 204                                           |                                                         |
| 1992年（平成04年） | 15                                            | 19,880                                        | 40,700                                        | 205                                           |                                                         |
| 1993年（平成05年） | 15                                            | 19,880                                        | 41,080                                        | 207                                           |                                                         |
| 1994年（平成06年） | 15                                            | 20,160                                        | 42,660                                        | 212                                           |                                                         |
| 1995年（平成07年） | 15                                            | 20,160                                        | 42,880                                        | 212                                           |                                                         |
| 1996年（平成08年） | 17                                            | 22,960                                        | 43,500                                        | 189                                           |                                                         |
| 1997年（平成09年） | 18                                            | 24,080                                        | 44,030                                        | 183                                           |                                                         |
| 1998年（平成10年） | 18                                            | 24,080                                        | 44,430                                        | 185                                           |                                                         |
| 1999年（平成11年） | 18                                            | 24,080                                        | 45,140                                        | 187                                           |                                                         |
| 2000年（平成12年） | 18                                            | 24,080                                        | 45,790                                        | 190                                           |                                                         |
| 2001年（平成13年） | 18                                            | 24,080                                        | 45,900                                        | 191                                           |                                                         |
| 2002年（平成14年） | 18                                            | 24,080                                        | 46,000                                        | 191                                           |                                                         |
| 2003年（平成15年） | 19                                            | 25,200                                        | 47,100                                        | 187                                           |                                                         |
| 2004年（平成16年） | 19                                            | 25,200                                        | 48,000                                        | 190                                           |                                                         |
| 2005年（平成17年） | 19                                            | 25,200                                        | 48,790                                        | 194                                           |                                                         |
| 2006年（平成18年） | 19                                            | 25,200                                        | 49,270                                        | 196                                           |                                                         |
| 2007年（平成19年） | 19                                            | 25,200                                        | 49,780                                        | 198                                           |                                                         |
| 2008年（平成20年） | 21                                            | 27,720                                        | 50,890                                        | 184                                           |                                                         |
| 2009年（平成21年） | 21                                            | 27,720                                        | 51,380                                        | 185                                           |                                                         |
| 2010年（平成22年） | 21                                            | 27,720                                        | 51,361                                        | 185                                           |                                                         |
| 2011年（平成23年） | 21                                            | 28,984                                        | 50,818                                        | 175                                           |                                                         |
| 2012年（平成24年） | 21                                            | 28,920                                        | 50,940                                        | 176                                           | 2013年3月16日、ダイヤ改正により朝ラッシュ時の快速を廃止 |
| 2013年（平成25年） | 22                                            | 30,040                                        | 51,480                                        | 171                                           |                                                         |
| 2014年（平成26年） | 22                                            | 30,040                                        | 51,690                                        | 172                                           |                                                         |
| 2015年（平成27年） | 23                                            | 31,160                                        | 53,430                                        | 171                                           |                                                         |
| 2016年（平成28年） | 23                                            | 31,160                                        | 53,970                                        | 173                                           |                                                         |
| 2017年（平成29年） | 23                                            | 31,160                                        | 53,760                                        | 173                                           |                                                         |
| 2018年（平成30年） | 23                                            | 32,280                                        | 53,740                                        | 166                                           |                                                         |
| 2019年（令和元年） | 24                                            | 32,856                                        | 53,320                                        | 162                                           |                                                         |
| 2020年（令和02年） | 24                                            | 32,856                                        | 33,420                                        | 102                                           |                                                         |
| 2021年（令和03年） | 24                                            | 32,856                                        | 32,210                                        | 98                                            |                                                         |
| 2022年（令和04年） | 21                                            | 29,896                                        | 30,460                                        | 102                                           |                                                         |

### 平均通過人員
各年度の平均通過人員（人/日）は以下のとおりである。
| 年度                   | 平均通過人員（人/日）                       | 出典   |
| 年度                   | 東京 - 蘇我 市川塩浜 - 南船橋（西船橋経由） | 出典   |
| ---------------------- | ------------------------------------------- | ------ |
| 2011年度（平成23年度） | 157,242                                     | [ 67 ] |
| 2012年度（平成24年度） | 161,603                                     | [ 67 ] |
| 2013年度（平成25年度） | 167,766                                     | [ 67 ] |
| 2014年度（平成26年度） | 167,951                                     | [ 67 ] |
| 2015年度（平成27年度） | 172,076                                     | [ 67 ] |
| 2016年度（平成28年度） | 174,163                                     | [ 68 ] |
| 2017年度（平成29年度） | 177,849                                     | [ 68 ] |
| 2018年度（平成30年度） | 181,483                                     | [ 68 ] |
| 2019年度（令和元年度） | 179,786                                     | [ 68 ] |
| 2020年度（令和02年度） | 116,090                                     | [ 68 ] |
| 2021年度（令和03年度） | 124,527                                     | [ 69 ] |
| 2022年度（令和04年度） | 144,593                                     | [ 69 ] |
| 2023年度（令和05年度） | 158,945                                     | [ 70 ] |

## 運賃計算の特例
東京駅 - 蘇我駅間には、総武本線・外房線との間に経路特定区間が設定されている。この区間を経由する場合は総武本線・外房線経由で運賃計算を行い、いずれの経路を経由することも（乗車券が101km以上、かつ東京近郊区間相互発着ではない場合は）経路上で途中下車をすることも可能である。
また、電車大環状線通過の規定により、蘇我駅以遠（鎌取駅・浜野駅方面）と三河島駅以遠（南千住駅方面）・川口駅以遠（西川口駅方面）・北赤羽駅以遠（浮間舟渡駅方面）・大久保駅以遠（東中野駅方面）のいずれかとの相互発着の場合は、本千葉駅・新小岩駅（外房線・総武本線）経由の上、錦糸町駅 - 秋葉原駅 - 日暮里駅・赤羽駅・新宿駅の経路で運賃を計算する（使用上は、京葉線を経由してもよい）。
京葉線の東京駅ホームは東海道本線（山手線・京浜東北線）の東京駅と有楽町駅の中間に位置しており、そのため有楽町駅有人改札及び京葉線最寄り有人改札では同区間を駅外を通って乗り継ぐ場合に乗り継ぎ券を発行している。

## りんかい線との関係
前述の通り、京葉線と東京臨海高速鉄道りんかい線は、もともと東京外環状線建設計画の中で同時に計画された路線のため、新木場駅の蘇我寄りで線路がつながっており、りんかい線が新木場駅 - 東京テレポート駅で部分開業した際、東京臨海高速鉄道70-000形電車の検査を京葉電車区に委託していたため、同車が本連絡線を使用して行き来していた。
八潮車両基地と東京貨物ターミナル駅も容易に接続できるが、りんかい線の構造物の強度上、貨物列車の走行は難しい。だが当初の計画通りに東京貨物ターミナルでりんかい線が接続された場合には東海道貨物線を経由して横浜方面への東海道本線への直通列車の運行が可能となり、現状でも「（内房線・外房線・武蔵野線） - 京葉線 - 新木場駅 - りんかい線 - 大崎駅 - 山手貨物線・埼京線・川越線」、更に新宿駅から中央本線、湘南新宿ラインのルートで宇都宮線や高崎線との直通列車の運行が可能とはなっている。
乗客が特定の団体客に限られ、普通乗車券やSuicaなどの乗車カードの運賃処理の問題がない団体列車などではりんかい線を介した直通列車が運転されることがある。
2012年3月6日 - 9日、幕張メッセにおける「第37回国際食品・飲料展」 (FOODEX JAPAN 2012) 開催にあたり、FOODEX主催者である日本能率協会が招待客用に特別列車をチャーターする形で直通運転が実現した。新宿駅から山手貨物線 - りんかい線 - 京葉線を直通し、幕張メッセの最寄り駅の海浜幕張駅までを結ぶ特別列車が183系・189系電車で1日1本だけ運行されたが、りんかい線経由で海浜幕張駅までJR東日本の列車が走ったのは初めてで、千葉県、千葉市等関係機関は実績を積み上げ、定期的な直通運転を実現させるための要請を強化する方針としている。
旅客がりんかい線を介してJR線を乗り継ぐ場合、通過連絡による前後のJR線距離を通算した連絡乗車券が発売されていないため、現状の普通乗車券やSuicaなどの乗車カードでは接続駅となる大崎駅・大井町駅・新木場駅で運賃が別に加算され、距離の割りに割高になるが、「休日おでかけパス」などの東京周辺のJR線を自由に乗り降り可能な特別企画乗車券では、りんかい線やJR東日本が傘下に入れた東京モノレールも対象に加えるようになったものが多い。
JR東日本が計画している羽田空港と新宿駅や東京駅などの東京都心部を結ぶ新路線「羽田空港アクセス線」では、りんかい線を介して、新木場駅方面をつなぐ「臨海部」ルートを京葉線方面に延伸させ、舞浜駅まで直通運転させる方針であることが2014年8月や2020年2月に報じられている。なお、東京臨海高速鉄道は9割超の株式を東京都庁が保有しているため、前述の運賃問題や株式譲渡などを含めて、東京都との協議が課題となる。

## 今後の構想・計画と諸問題
本節では、京葉線の千葉県による構想や、ダイヤ改正による列車種別廃止の問題について記述する。

### 千葉県による複々線化構想
歴史節の通り、千葉県内の京葉線の高架橋の脇に、同県企業庁がJRに売却する予定で確保してきた複々線化用の敷地が、2006年度以降は複々線用地として確保する必要がなくなったとして、一部が既に売却されている。しかし、2015年2月に当時の森田健作千葉県知事はJR東日本の冨田哲郎社長との会談のなかで、りんかい線とJR京葉線の直通運転構想について「さまざまな観点から検討している」との回答を得たことを明らかにした。このことに対して森田知事は「複々線化も有力な手段の1つであり、関係者が検討する際には協力していきたい」と述べている。
2014年度（平成26年度）からは千葉県が中心となり「JR京葉線・東京臨海高速鉄道りんかい線の相互直通運転促進に関する協議会」を開催し、りんかい線との相互直通運転、京葉線の機能強化について調査・研究、鉄道事業者との協議を継続している。
現職の熊谷俊人千葉県知事も「湘南新宿ライン・上野東京ラインによって神奈川・埼玉と比べ、首都圏へのアクセスに後れを取っている現状を直視する必要がある。りんかい線との相互直通運転・京葉線の複々線化や、北総鉄道・東葉高速鉄道の高運賃問題、県民が使いやすいダイヤ等の課題解決に向けてJR等の交通事業者と積極的に協議し、千葉県の公共交通の利便性向上に取り組む」とし、京葉線の機能強化に積極的な姿勢を打ち出している。
また、羽田空港アクセス線が具体化するにしたがって、その臨海部ルートの列車を京葉線に入れるにあたり、複々線が必要ではないかとの意見も鉄道ジャーナリストらによって見受けられる。

### 新駅設置計画
千葉みなと駅 - 蘇我駅間のフェスティバルウォーク蘇我付近に新駅（仮称・寒川新駅、千葉市中央区）を設置する計画が存在する。

### 通勤快速廃止を巡っての反発
2023年12月15日、JR東日本千葉支社は2024年3月16日のダイヤ改正で朝と夕夜間の快速とともに各駅停車に変更して、通勤快速を廃止する予定であることを発表した。これは乗客を分散させることで利便性を向上させることが狙いのものと説明されている。
これに対し、沿線住民からは撤回を求める声が噴出し、千葉市長の神谷俊一は「極端な変更」「市として変更のメリットは見いだしにくい」「沿線の価値を損なう」などと強く批判。京葉線通勤快速が乗り入れている外房線沿線の一宮町長の馬淵昌也も「速達性を奪う暴挙」と反発した。千葉県知事の熊谷俊人も混雑解消には理解は示しつつも、「沿線住民や事業活動に大きなマイナスがある」として容認できない旨を述べている。
千葉財界からも反発の声が出ており、千葉商工会議所会頭の佐久間英利は「多くの地域の産業振興にも影響を与え、経済界も見過ごすことのできない重大な問題」と述べた。また、神谷は沿線のイベント施設である幕張メッセの主催者から集客の低下を懸念する声があったことを明らかにしている。
2023年12月22日の朝には浦安市役所に「京葉線の快速を廃止する報復」とした東京ディズニーリゾートや周辺施設への爆破予告が届く事態も生じている。
2024年1月15日、JR東日本千葉支社は神谷千葉市長と面会したうえで、午前の7時半前後に東京駅に到着する外房線・上総一ノ宮駅発と内房線・君津駅発の上り快速2本の運行を継続することを明らかにした。神谷は「市の申し入れを受け入れていただきありがたいが（申し入れの）反映は限定的」と指摘しつつ上り快速2本の継続では不足として、通勤快速の運行継続のほか、快速から各駅停車になった電車も東京駅 - 海浜幕張駅間は快速運行することを求めたと明らかにした。
神谷は2024年2月9日に県内20市町村長の連名で再検討要望書を提出した。JR千葉支社は非公開のやり取りの中で「柔軟に検討を深める」としつつ、「2024年3月改正時の内容の更なる修正は困難」とする回答を述べている。
この問題は国会でも取り上げられ、国土交通大臣の斉藤鉄夫は田嶋要への答弁において、「ダイヤ設定には地元自治体などとコミュニケーションをとるよう、鉄道事業者に指導している」とコメントしている。
2024年5月9日、神谷は同日に行われた記者会見において、千葉市がちばぎん総合研究所などと共同で同年3月から4月にかけて実施したアンケート調査の結果を発表し、「ダイヤ改正により悪い影響があった」と回答したのが約8割、「京葉線の利用を停止し、他の路線や交通手段などに変更した」と回答したのが約3割だったことを明らかにした。
JR東日本は2024年5月30日に、同年9月1日にダイヤ変更を行い一部の各駅停車を快速に変更すると発表した。
2024年12月13日、JR東日本千葉支社は2025年3月15日に実施するダイヤ改正の概要を発表、快速は増発となったが「通勤快速」が復活することはなかった。
この件についてひろゆきは通快を「有料列車」とすればいい、阿部等は通快の海浜幕張駅停車と快速の新浦安駅通過で随分良くなると発言しており、シミュレーションすべき案件と批判している